# Armorial des communes de l'Eure
- il comporte peu ou pas de sources.
- il reste des blasons à dessiner dans cet armorial.

Armoiries historiques de la Normandie. 
De gueules à deux léopards d'or.
 Le département de l'Eure n'a pas d'armoiries, et utilise un logo.
 Proposition de Robert Louis, non retenue (mais tout de même utilisé pour représenter le département) : 
Coupé de gueules à deux léopards d’or armés et lampassés d'azur (qui est un alias de Normandie), et d'azur semé de fleurs de lys d'or à la bande componée d'argent et de gueules (qui est des comtes d'Evreux)
.
(2 dessin(s) en attente. LT)
Cette page dresse l'ensemble des armoiries (figures et blasonnements) connues des communes de l'Eure disposant d'un blasonnement officiel et/ou historique.
Les armoiries fautives sont présentes, mais les communes sans armoiries et les pseudo-armoiries (Épegard, Manneville-sur-Risle et Saint-Just) ne le sont pas.
- Haut – A
- B
- C
- D
- E
- F
- G
- H
- I
- J
- K
- L
- M
- N
- O
- P
- Q
- R
- S
- T
- U
- V
- W
- X
- Y
- Z

## A
| Blason de Acquigny | Blason  | D'azur au lion d'argent armé et lampassé de gueules, accompagné de trois soleils non figurés d'or, au chevronnel abaissé du 2d brochant, à la filière cousue du 3e.                    |
| Blason de Acquigny | Détails | * Ces armes emploient le terme « cousu » dans le seul but de contrevenir à la règle de contrariété des couleurs : elles sont fautives. Création Alain Lecesne. Adopté en octobre 2008. |

| Blason de Ailly | Blason  | De gueules à la croix d'or cantonnée au 1er de deux léopards du même l'un sur l'autre, au 2d d'un coucou perché sur une branche, le tout d'argent, au 3e d'une crosse contournée du même et au 4e d'une clé aussi d'or. |
| Blason de Ailly | Détails | Création Denis Joulain. Adopté le 26 novembre 2009. |

| Blason de Aizier | Blason  | Écartelé : au 1er de gueules à deux léopards d'or, armés et lampassés d'azur l'un au-dessus de l'autre, au 2e d'argent à trois branches de laurier rangées en fasce, posées en pal, celles des flancs ayant leurs tiges jointes en pointe et à trois mitres d'argent bordées d'or brochantes, au 3e d'argent à trois corneilles de sable becquées et membrées de gueules, au 4e de gueules au quai antique du lieu d'argent, maçonné de sable, sommé d'arbres au naturel et posé sur des ondes d'azur, elles-mêmes chargées du logo du "Parc naturel régional des Boucles de la Seine Normande" d'argent et à l'aigle romaine au vol abaissé d'or empiétant une dalle à trou d'homme d'argent chargée de l'inscription de sable « AIZIER MXXVII », et brochant sur le quai et les arbres. |
| Blason de Aizier | Détails | Création Ben Bailly. Reçu officiellement le 17 janvier 2016. |

| Blason de Amécourt | Blason  | Tiercé en pairle renversé : au 1er de gueules à deux léopards d'or armés et lampassés d'azur l'un au-dessus de l'autre, au 2e de sinople à saint Hélier en pied d'or, au 3e d'argent à trois fasces ondées d'azur. |
| Blason de Amécourt | Détails | Adopté le 21 septembre 2021. |

| Blason de Amfreville-la-Campagne | Blason  | D'azur à trois glands d'or, à la calotte de sinople. Devise / Cri« in robore robur » (la force dans le chêne). |
| Blason de Amfreville-la-Campagne | Détails | Devise: Armes de la famille Poret de Blosseville, qui portaient des glands d'or versés.                        |

| Blason de Amfreville-les-Champs | Blason  | Écartelé de gueules à l'agneau pascal d'argent, la tête contournée nimbée d'or, tenant une croix haute du même à la banderole d'argent, chargée d'une croisette d'or et au chef cousu de France ; et de gueules à deux léopards d'or armés et lampassés d'azur, l'un au-dessus de l'autre. |
| Blason de Amfreville-les-Champs | Détails | * Il y a là non-respect de la règle de contrariété des couleurs : ces armes sont fautives (or sur argent). Le statut officiel du blason reste à déterminer. |

| Blason de Andé | Blason  | D'or à trois besants de gueules rangés en fasce, surmontés d'un soleil du même et soutenus de trois trangles d'azur engrêlées en chef et cannelées en pointe. |
| Blason de Andé | Détails | Blason d'Henri Joseph Vachier, écuyer, seigneur de Nonancourt.                                                                                                |

| Blason de Andelys (Les) | Blason  | Mi-parti d'argent à trois grappes de raisin au naturel et d'azur à trois tours d'argent ; au chef de gueules chargé de trois fleurs de lys d'or. Devise / CriFecit utraque unum (les deux ne font qu'un). |
| Blason de Andelys (Les) | Détails | Le statut officiel du blason reste à déterminer. |
| Blason de Andelys (Les) | Alias   | D'argent à trois grappes de raisin de sable, au chef de gueules chargé de trois fleurs de lys d'or. Blason du Grand Andelys                                                                               |
| Blason de Andelys (Les) | Alias   | D'azur à trois tours d'argent, au chef cousu* de gueules chargé de trois fleurs de lys d'or. Blason du Petit Andelys                                                                                      |

| Blason de Appeville-Annebault | Blason  | De gueules à la croix de vair cantonnée, aux 1er et 4e d'une pomme d'or feuillée du même et, aux 2e et 3e, d'un bar d'argent. |
| Blason de Appeville-Annebault | Détails | Le statut officiel du blason reste à déterminer.                                                                              |

| Blason de Armentières-sur-Avre | Blason  | De gueules à la fasce ondée d'or accompagnée en chef de saint Martin à cheval et en pointe d'un livre fermé, le tout d'argent. |
| Blason de Armentières-sur-Avre | Détails | Le statut officiel du blason reste à déterminer.                                                                               |

| Blason de Aubevoye | Blason  | D'azur à la voie romaine d’argent pavée de sable mouvant de la pointe et menant en chef à un arc de triomphe de trois arches aussi d'argent, l'arche centrale plus haute, au chef de gueules chargé de deux léopards d'or l'un sur l'autre. |
| Blason de Aubevoye | Détails | * Il y a là non-respect de la règle de contrariété des couleurs : ces armes sont fautives (gueules sur azur). Création de l'Académie Paléoggraphique de l'Eure. (L'Eure des blasons), Denis Joulain.                                        |

| Blason de Aulnay-sur-Iton | Blason  | Parti d'or et d'azur au chevron de l'un en l'autre, accompagné en chef dextre d'une feuille d'aulne d'azur, en chef senestre d'un cygne d'argent, et en pointe d'un pal retrait de l'un en l'autre surmonté d'une burèle ondée d'argent mouvant du bord inférieur du chevron, sommée d'une roue de moulin du même, le tout brochant sur la partition. |
| Blason de Aulnay-sur-Iton | Détails | Devise: « R.E.S.P.E.C.T. » Création Denis Joulain. Adopté le 13 février 2003. |

| Blason de Autheuil-Authouillet | Blason  | Parti: au 1er de gueules à deux léopards d'or, armés et lampassés d'azur l'un au-dessus l'autre; au 2e d'argent à deux fasces ondées d'azur; au chef de sinople chargé de deux annelets entrelacés d'or. |
| Blason de Autheuil-Authouillet | Détails | Adopté le 11 octobre 2021. |

| Blason de Authevernes | Blason  | Mi-parti de gueules à deux léopards d’or, armés et lampassés d’azur ; et d’argent à l’aulne au naturel sur une terrasse de sinople. |
| Blason de Authevernes | Détails | Adopté le 16 juin 2014. Création Barthel et Denis Joulain                                                                           |

| Blason de Les Authieux | Blason  | De gueules à la fenêtre ogivale d’or mouvant de la pointe jusqu’au point d’honneur, ouverte du champ et chargée d’un rencontre d’ours d’or; surmontée d’un léopard du même, armé et lampassé d’azur, soutenu à dextre d’une pomme d’or feuillée de deux pièces d’argent, et à senestre d’un moulin à vent d’or ailé d’argent. |
| Blason de Les Authieux | Détails | Création Denis Joulain. Adopté le 5 novembre 2014. |

Pas d'information pour les communes suivantes : Aclou, Acon, Aigleville, Ajou, Alizay, Ambenay, Amfreville-Saint-Amand, Amfreville-sous-les-Monts, Amfreville-sur-Iton, Angerville-la-Campagne, Arnières-sur-Iton, Asnières (Eure), Authou, Aviron (Eure), Avrilly (Eure)
- Haut – A
- B
- C
- D
- E
- F
- G
- H
- I
- J
- K
- L
- M
- N
- O
- P
- Q
- R
- S
- T
- U
- V
- W
- X
- Y
- Z

## B
| Blason de Bâlines | Blason  | Divisé en chevron : au 1er d'argent au chevron abaissé de sable accompagné en chef de trois roses de gueules mal ordonnées, au 2e de gueules à deux léopards d'or l'un au-dessus de l'autre. |
| Blason de Bâlines | Détails | Création Pierre Oudin. Adopté le 10 février 1971. |

| Blason de Barc | Blason  | Tiercé en pairle renversé : au 1er de gueules aux deux léopards d'or l'un sur l'autre, au 2e d'or au tilleul de sinople, au 3e d'argent à la gerbe de blé d'or* ; à l' étai d'argent maçonné de sable brochant sur la partition. |
| Blason de Barc | Détails | * Il y a là non-respect de la règle de contrariété des couleurs : ces armes sont fautives (or sur argent). Création C. Juin et D. Joulain. Adopté le 7 mai 2004.                                                                 |

| Blason de Barre-en-Ouche (La) | Blason  | D'azur à la barre d'argent accompagnée de trois croissants du même, un contourné en chef, deux tournés en pointe. |
| Blason de Barre-en-Ouche (La) | Détails | Armes parlantes. (barre) Le statut officiel du blason reste à déterminer.                                         |

| Blason de Barville | Blason  | D'azur à trois molettes d'or.                    |
| Blason de Barville | Détails | Le statut officiel du blason reste à déterminer. |

| Blason de Baux-de-Breteuil (Les) | Blason  | Écartelé : au 1er de gueules à deux léopards d'or, armés et lampassés d'azur, l'un au-dessus de l'autre, au 2e d'or à un pommier de sinople fruité du champ, au 3e d'or à un rameau de chêne d'azur, au 4e de gueules à un cerf passant d'or. Devise / CriA silvae exeunt (« Ils [les habitants] sortent de la forêt ») |
| Blason de Baux-de-Breteuil (Les) | Détails | Le statut officiel du blason reste à déterminer. |

| Blason de Bazincourt-sur-Epte | Blason  | De sinople à une aigle bicéphale d'argent, languée et armée de gueules, soutenue de deux tours d'argent, ouvertes et ajourées du champ, celle de dextre crénelée de deux merlons à dextre et celle de senestre de trois merlons, à la fasce ondée d'argent chargée d'un filet ondé de sable, en pointe. |
| Blason de Bazincourt-sur-Epte | Détails | Création Romuald Deschamps en collaboration avec Pierre Molkou, adoptée le 27 novembre 2020. |

| Blason de Beauficel-en-Lyons | Blason  | Coupé: au 1er de gueules à la fleur de lis d'argent accostée de deux crosses adossées d'or, au 2e d'or au bosquet de sinople. |
| Blason de Beauficel-en-Lyons | Détails | Le statut officiel du blason reste à déterminer.                                                                              |

| Blason de Beaumesnil | Blason  | Écartelé : au 1er d'azur au chevron d'argent accompagné de trois besants d'or mal ordonnés en pointe, au 2e de gueules à deux fasces d'argent chargées la première de trois mouchetures d'hermine, la seconde de deux ; au 3e d'argent à la fasce de gueules surmontée d'un lambel du même, au 4e d'azur au cœur enflammé d'or, au filet en croix d'argent brochant sur la partition, la traverse chargée de l'inscription BEAUMESNIL en lettres capitales de sable. Devise / Cri« fortitudo mea potentium auxilum ac ovium amor » (ma force, c'est l'aide des puissants et l'amour de mes brebis). |
| Blason de Beaumesnil | Détails | Le statut officiel du blason reste à déterminer. |

| Blason de Beaumontel | Blason  | Coupé, au premier de gueules à l'inscription BEAUMONTEL surmontée à dextre de la date 1668 et à senestre de la date 1405, en lettres capitales, le tout d'or, au second parti, au premier d'argent à la bande de gueules, au second d'or au lion de gueules, enté en pointe du même. |
| Blason de Beaumontel | Détails | Le statut officiel du blason reste à déterminer. |

| Blason de Beaumont-le-Roger | Blason  | De France au lambel de quatre pendants d'argent brochant en chef sur le tout. Devise / Cri« labor omnia vincit » (le travail vient à bout de tout). |
| Blason de Beaumont-le-Roger | Détails | Le statut officiel du blason reste à déterminer. |

| Blason de Bec-Hellouin (Le) | Blason  | Parti de gueules à deux léopards d'or armés et lampassés d'azur l'un sur l'autre, à la champagne d'argent chargée d'une tierce ondée d'azur ; et d'argent à l'abbaye du lieu au trait de sable. |
| Blason de Bec-Hellouin (Le) | Détails | Le statut officiel du blason reste à déterminer. |

| Blason de Bérengeville-la-Campagne | Blason  | D'azur aux trois croissants d'argent.            |
| Blason de Bérengeville-la-Campagne | Détails | Le statut officiel du blason reste à déterminer. |

| Blason de Bernay | Blason  | Parti d'azur et de gueules au lion d'or brochant sur le tout. |
| Blason de Bernay | Détails | Devise : « honneur et patrie ».                               |

| Blason de Bernouville | Blason  | D'azur à l'église d'argent issant d'un pont d'une arche du même posé sur une champagne d'azur ondée de sable, l'église accostée, à dextre d'un frêne d'or issant du pont et à senestre d'un croissant du même. |
| Blason de Bernouville | Détails | Création Association Héraldique des Deux Vexins, 2001. |

| Blason de Berthenonville | Blason  | Taillé ondé de gueules et d'azur au filet ondé d'argent brochant sur la partition, à la divise d'or chargée de l'inscription BERTHENONVILLE en lettres capitales de sable brochant en fasce sur le tout, surmontée de deux léopards d'or l'un sur l'autre et soutenue de trois fleurs de lys d'argent ordonnées en orle. |
| Blason de Berthenonville | Détails | Création Mick Renaud, artiste peintre. |

| Blason de Berville-la-Campagne | Blason  | Parti de gueules à deux léopards d'or, armés et lampassés d'azur, l'un au-dessus de l'autre ; et d'azur à la croisette d'or ; le tout posé sur une champagne d'or chargée de deux épis en ombre de sable, les tiges passées en sautoir. |
| Blason de Berville-la-Campagne | Détails | Création Christian Juin. Adopté en juin 2010. |

| Blason de Beuzeville | Blason  | De gueules à la tour d'argent crénelée de cinq pièces, aux deux léopards d'or l'un sur l'autre brochant sur le tout. |
| Blason de Beuzeville | Détails | Le statut officiel du blason reste à déterminer.                                                                     |

| Blason de Bézu-Saint-Éloi | Blason  | Parti d'hermine et d'azur à une crosse d'or, au chef de gueules chargé d'un léopard d'or accosté de deux fers à cheval du même cloutés de sable. |
| Blason de Bézu-Saint-Éloi | Détails | Le statut officiel du blason reste à déterminer.                                                                                                 |

| Blason de Le Bois-Hellain | Blason  | D'or à la hache de sable, posée en bande, fendant une souche arrachée d'azur, adextrée d'une étoile d'azur; au chef de gueules chargé de deux léopards d'or, armés et lampassés d'azur. |
| Blason de Le Bois-Hellain | Détails | Adopté le 30 avril 2021 |

| Blason de Bois-Jérôme-Saint-Ouen | Blason  | Parti : au 1er d'azur à un crosseron d'or, au 2d d'argent à un chêne au naturel ; le tout sommé d'un chef de gueules chargé d'un léopard d'or armé et lampassé d'azur. |
| Blason de Bois-Jérôme-Saint-Ouen | Détails | Officiel. |

| Blason de Bois-le-Roi | Blason  | Inconnu                                          |
| Blason de Bois-le-Roi | Détails | Le statut officiel du blason reste à déterminer. |

| Blason de Bois-Normand-près-Lyre | Blason  | Losangé d'or et de sinople au chêne d'argent brochant, au chef de gueules chargé d'un léopard aussi d'or. |
| Blason de Bois-Normand-près-Lyre | Détails | Création Denis Joulain. Adopté le 16 octobre 2009.                                                        |

| Blason de Boisset-les-Prévanches | Blason  | Fascé d'argent et de gueules, au lion brochant de l'un en l'autre tenant dans sa senestre un rameau de buis de sinople et dans sa dextre une fleur de pervenche de pourpre tigée de sinople. |
| Blason de Boisset-les-Prévanches | Détails | Armes parlantes. (jeu de mots : Prévanches et pervenche) Création Denis Joulain. Adopté en janvier 2011.                                                                                     |

| Blason de Boissey-le-Châtel | Blason  | De gueules au château couvert en croupe d'argent flanqué de deux tours couvertes du même, ouvert et ajouré du champ, soutenu de deux rinceaux de buis d'or, les tiges passées en sautoir, au chef du champ* chargé d'une gerbe de blé d'or accostée de deux léopards affrontés du même, armés et lampassés d'azur. |
| Blason de Boissey-le-Châtel | Détails | Armes parlantes. Création Isabelle Perron et Denis Joulain.Adopté le 2 juin 2010. |

| Blason de Boissière (La) | Blason  | D'azur à deux cors en chef, celui de dextre contourné et une coquille en pointe, le tout d'argent. |
| Blason de Boissière (La) | Détails | Création Denis Joulain.                                                                            |

| Blason de Bonneville-sur-Iton (La) | Blason  | D'or au bœuf de gueules.            |
| Blason de Bonneville-sur-Iton (La) | Détails | Ce sont les armes de Jean Le Boeuf. |

| Blason de Bosc-Roger-en-Roumois (Le) | Blason  | De gueules à trois molettes d'argent, au chef du même chargé d'un lion léopardé de sable. |
| Blason de Bosc-Roger-en-Roumois (Le) | Détails | Le statut officiel du blason reste à déterminer.                                          |

| Blason de Boulay-Morin (Le) | Blason  | D'argent au chevron de gueules chargé de trois besants d'or, accompagné en chef de deux maillets du même et en pointe d'un bouleau de sinople. |
| Blason de Boulay-Morin (Le) | Détails | Armes parlantes. (bouleau) Création Dominique Dubus, 1991. Brevet d'armoiries de 1994.                                                         |

| Blason de Bourg-Achard | Blason  | De gueules à la croix d'argent, cantonnée de quatre molettes d'éperon du même remplies d'azur. |
| Blason de Bourg-Achard | Détails | Devise: « faire bien et laisser dire »                                                         |

| Blason de Bourgtheroulde-Infreville | Blason  | D'azur au chevron d'argent accompagné de trois têtes de léopard d'or.                     |
| Blason de Bourgtheroulde-Infreville | Détails | Reprise des armes de la famille Le Roux. Le statut officiel du blason reste à déterminer. |

| Blason de Bournainville-Faverolles | Blason  | D'or au lion couronné de sable, lampassé de gueules, soutenu de la date 1660 aussi de sable. |
| Blason de Bournainville-Faverolles | Détails | Adopté en 1990.                                                                              |

| Blason de Bourth | Blason  | Écartelé : au 1er d'argent au sautoir d'azur, au 2e de sable à la mitre d'or, au 3e de sable aux trois coquilles d'or, au 4e d'argent au chevron d'azur. |
| Blason de Bourth | Détails | Les 1er et 3e rappellent les armes des familles Le Veneur (barons de Bourth) et de Rouves (seigneurs de Thevray sur la paroisse de Bourth dont ils étaient patrons honoraires). Le 2e rappelle saint Just, évêque de Lyon, à qui est dédiée l'église. Le 4e symbolise le Becquet. Création : M.Lesueur, adoptée par délibération du conseil municipal du 12 décembre 1997. |

| Blason de Brestot | Blason  | Parti d'azur à la Vierge à l'Enfant d'or, et de sinople au château du lieu d'argent ouvert, ajouré et essoré de sable et au chef de gueules chargé de deux léopards d'or l'un au-dessus de l'autre ; enté de sable au boeuf arrêté d'or surmonté d'une gerbe de blé du même. |
| Blason de Brestot | Détails | * Il y a là non-respect de la règle de contrariété des couleurs : ces armes sont fautives (gueules sur sinople). Le statut officiel du blason reste à déterminer. |

| Blason de Bretagnolles | Blason  | Tiercé en pairle renversé: au 1er d'or à la bande d'azur chargée de trois mouchetures d'hermine d'argent posées à plomb, au 2e de gueules à deux léopards d'or, armés et lampassés d'azur, l'un au-dessus de l'autre, au 3e d'azur au lis des jardins au naturel. |
| Blason de Bretagnolles | Détails | Le statut officiel du blason reste à déterminer. |

| Blason de Breteuil | Blason  | Losangé d'or et de gueules, au chef de France.   |
| Blason de Breteuil | Détails | Le statut officiel du blason reste à déterminer. |

| Blason de Breuilpont | Blason  | D'hermine aux trois quintefeuilles d'or.                                                |
| Blason de Breuilpont | Détails | D'après le blason du sire Ambroise de Loré, dont les quintefeuilles étaient de gueules. |

| Blason de Breux-sur-Avre | Blason  | Coupé: au 1er de sinople au chêne d'or à dextre et à la bêche d'argent, emmanchée d'or, le fer en bas à senestre, au 2e de gueules à deux léopards d'or armés et lampassés d'azur , l'un au-dessus de l'autre; à la fasce ondée couse d'azur et chargée de deux burelles ondées d'argent, brochant sur la partition. |
| Blason de Breux-sur-Avre | Détails | * Il y a là non-respect de la règle de contrariété des couleurs : ces armes sont fautives (azur sur sinople et gueules). Le statut officiel du blason reste à déterminer. |

| Blason de Brionne | Blason  | De gueules à la tour d'argent mouvant d'une rivière du même, chargée de la lettre B capitale d'azur, accostée de deux navettes d'or, au chef cousu d'azur chargé de trois fleurs de lys aussi d'or. |
| Blason de Brionne | Détails | Le statut officiel du blason reste à déterminer. |

| Blason de Broglie | Blason  | D'or au sautoir ancré d'azur.                    |
| Blason de Broglie | Détails | Le statut officiel du blason reste à déterminer. |

| Blason de Brosville | Blason  | Écartelé au 1er d'azur à la crosse d'or, au 2e d’or au Saint martin à cheval de sable, habillé de gueules, coupant son manteau pour le donner à un pauvre aussi de sable, au 3e d'or à saint Fiacre priant à genoux avec sa bêche en barre entre les bras, le manche sur l'épaule, fer en bas, le tout de sable, au 4e d'argent à la croix pattée et alésée de sable. |
| Blason de Brosville | Détails | Le statut officiel du blason reste à déterminer. |

| Blason de Bueil | Blason  | De gueules à la barre d'or chargée d'une barre d'azur surchargée de deux fleurs de lys d'or posées à plomb, accompagnée, en chef de deux léopards l'un sur l'autre et en pointe, d'une quintefeuille, le tout du même ; au chabot d'argent de profil brochant en pal en abîme. —OU— Tiercé en barre de Normandie, d'or à la bande d'azur chargée de deux fleurs de lys du second, et de gueules au quintefeuille d'or ; au chabot d'argent de profil brochant en abîme. |
| Blason de Bueil | Détails | Création Denis Joulain et Jean-Louis Lamouroux. Adopté le 7 février 1986. |

| Blason de Buis-sur-Damville | Blason  | Taillé de gueules au léopard d'or armé et lampassé d'azur, et d'argent au trèfle de gueules et à la quintefeuille du même rangés en barre, à la branche de buis de sinople posée en barre et brochant sur la partition. |
| Blason de Buis-sur-Damville | Détails | Armes parlantes. (buis) Création Denis Joulain. Adopté le 16 janvier 2018. |

| Blason de Bus-Saint-Rémy | Blason  | D'azur à la croix d'or cantonnée de quatre besants du même. |
| Blason de Bus-Saint-Rémy | Détails | Le statut officiel du blason reste à déterminer.            |

Pas d'information pour les communes suivantes : Bacquepuis, Bacqueville, Bailleul-la-Vallée, Les Barils, Barneville-sur-Seine, La Baronnie,Barquet, Les Baux-Sainte-Croix, Bazoques, Beaubray, Le Bec-Thomas, Bémécourt, Bernienville, Bernières-sur-Seine, Berthouville, Berville-en-Roumois, Berville-sur-Mer, Bézu-la-Forêt, Bois-Anzeray, Bois-Arnault, Boisemont (Eure), Boisney, Boissy-Lamberville, Boncourt (Eure), Bonneville-Aptot, Le Bosc du Theil, Bosc-Bénard-Commin, Bosc-Bénard-Crescy, Bosc-Renoult-en-Ouche, Bosc-Renoult-en-Roumois, Bosgouet, Bosguérard-de-Marcouville, Bosnormand, Bosquentin, Bosrobert, Bosroumois, Les Bottereaux, Bouafles, Bouchevilliers, Boulleville, Bouquelon, Bouquetot, Bourg-Beaudouin, Bourneville (Eure), Bourneville-Sainte-Croix, Bray (Eure), Brétigny (Eure), Burey
- Haut – A
- B
- C
- D
- E
- F
- G
- H
- I
- J
- K
- L
- M
- N
- O
- P
- Q
- R
- S
- T
- U
- V
- W
- X
- Y
- Z

## C
| Blason de Cahaignes | Blason  | Écartelé au 1er d'or au rencontre de cerf de sable surmonté d'une moucheture d'hermine du même entre les bois, au 2e de gueules à deux léopards d'or armés et lampassés d'azur l’un sur l'autre, au 3e de gueules au tilleul d’or, au 4e d'or au sautoir alésé d'azur. |
| Blason de Cahaignes | Détails | Création Maurice Tumer. Adopté en 2004. |

| Blason de Cailly-sur-Eure | Blason  | D'azur à la barre d'argent chargée de deux tiges de sept feuilles de cresson de sinople, accompagnée en chef d'un soleil d'or mouvant de l'angle dextre du chef constitué de trois maillets juxtaposés en quart de cercle, les manches formant rayons. |
| Blason de Cailly-sur-Eure | Détails | Le statut officiel du blason reste à déterminer. |

| Blason de Calleville | Blason  | Coupé : au 1er de gueules à un léopard d'or armé et lampassé d'azur, au 2d au I de sinople à une couronne fermée d'argent, au II d'argent à une mitre de gueule chargée d'une tiercefeuille percée d'argent. |
| Blason de Calleville | Détails | Le statut officiel du blason reste à déterminer. |

| Blason de Canappeville | Blason  | D'azur à la fasce d'argent chargée d'une aigle de sable, accompagnée en chef de deux gerbes de blé et en pointe d'un arbre arraché du second. Devise / Cri« pour de vrai on s'y plait » |
| Blason de Canappeville | Détails | Brevet d'armoiries en 1993. |

| Blason de Cantiers | Blason  | Écartelé au 1er de gueules à deux léopards d'or armés et lampassés d'azur l'un sur l'autre, au 2d d'argent à la croix engrêlée d'azur, au 3e d'azur à la croix de calvaire du lieu d'argent, la partie senestre de la traverse défaillante, au 4e de gueules au puits du lieu à la charpente d'argent remplie aussi de gueules, ajouré de sable, couvert aussi d'argent, le tout maçonné de sable. |
| Blason de Cantiers | Détails | Création "Association Généalogique et Héraldique des deux Vexins", 2002. |

| Blason de Caugé | Blason  | De gueules à la bande d'argent chargée d'une aigle de sable posée à plomb. |
| Blason de Caugé | Détails | Création D. Dubus. Adopté en 1984.                                         |

| Blason de Cesseville | Blason  | D'argent à la bande d'azur chargée de deux croisettes ancrées d'or. |
| Blason de Cesseville | Détails | Création Maurice Beaucousin. Adopté le 18 janvier 2016.             |

| Blason de Chamblac | Blason  | D'argent à deux lions léopardés de gueules l'un au-dessus de l'autre. |
| Blason de Chamblac | Détails | Armes des Bonneville dont le château se trouve sur la commune.        |

| Blason de Chambois | Blason  | Écartelé en sautoir: au 1er de gueules à deux léopards d'or, armés et lampassés d'azur, l'un au-dessus de l'autre, au 2e de sinople à la tour d'argent maçonnée de sable, au 3e de sinople au livre couché en bande d'argent brochant sur un couteau du même posé en pal, au 4e d'or à trois tourteaux de gueules; au sautoir estré d'argent brochant sur la partition; à la fleur de lin au naturel brochant sur le tout en abîme. |
| Blason de Chambois | Détails | Adopté le 7 mai 2021. |

| Blason de Chambord | Blason  | Tiercé en pairle renversé: au 1 d'azur à une rose des jardins d'or, au 2 de sinople à une épée d'argent renversée posée en bande et férue dans un manteau d'or, au 3 d'argent à un dragon de gueules; le tout au chef de gueules chargé d'un léopard d'or armé et lampassé d'azur. |
| Blason de Chambord | Détails | Créé par JF Binon. Site Facebook de la commune, 2025. |

| Blason de Champ-Dolent | Blason  | D'argent à l'arbre terrassé de sinople, un sanglier de sable, allumé et défendu du champ, brochant sur le fût de l'arbre. |
| Blason de Champ-Dolent | Détails | Le statut officiel du blason reste à déterminer.                                                                          |

| Blason de Champignolles | Blason  | Coupé de sinople à la biche couchée regardant au naturel, onglée d’argent ; et d’or à la roue de moulin de sable ; à la fasce de cinq fusées de gueules brochant sur la partition. |
| Blason de Champignolles | Détails | Création Denis Joulain adoptée par délibération municipale en avril 2010 |

| Blason de Chapelle-du-Bois-des-Faulx (La) | Blason  | Parti d'azur à la chapelle d'argent ouverte et ajourée de sable, et d'or à la branche de hêtre feuillée de neuf pièces de sinople et fruitée de quatre pièces au naturel ; le tout sommé d'un chef de gueules chargé d'un léopard d'or armé et lampassé d'azur. |
| Blason de Chapelle-du-Bois-des-Faulx (La) | Détails | Création Jean-François Binon. Adopté le 19 janvier 2015. |

| Blason de Chapelle-Réanville (La) | Blason  | Écartelé de gueules et d'azur, au pal diminué d'argent chargé d'une vergette ondée d'azur brochant sur la partition ; le 1er chargé de deux léopards d'or armés et lampassés d'azur ; le 2d d'une lettre capitale G d'or, le 3e d'une tête de Saint Barthélemy d'argent nimbée d'or, le 4e d'une église au naturel. |
| Blason de Chapelle-Réanville (La) | Détails | Le statut officiel du blason reste à déterminer. |

| Blason de Charleval | Blason  | De gueules à un château donjonné de trois pièces d'argent. Devise / Cri« novomum supra andelam » (Noyon-sur-Andelle) |
| Blason de Charleval | Détails | Blason de l'ancien prieuré Saint-Martin.                                                                             |

| Blason de Château-sur-Epte | Blason  | D'azur au chevron d'or accompagné de trois croisettes ancrées du même. |
| Blason de Château-sur-Epte | Détails | Adopté en 1983.                                                        |

| Blason de Chavigny-Bailleul | Blason  | Écartelé : au 1er d'azur au cor de chasse contourné d'argent, au 2d de gueules aux trois épis de blé d'or tiges assemblées, au 3e de gueules aux trois roses d'or, au 4e d'azur à la hache pré-celtique d'argent. |
| Blason de Chavigny-Bailleul | Détails | Le statut officiel du blason reste à déterminer. |

| Blason de Chennebrun | Blason  | D'azur à un chêne d'or.                                           |
| Blason de Chennebrun | Détails | Armes parlantes. Le statut officiel du blason reste à déterminer. |

| Blason de Chéronvilliers | Blason  | Parti, en 1 de sinople à deux clés d'argent posées en sautoir, au 2, d'azur au lion d'argent au chef de même chargé de deux fasces de gueules aux trois fleurs de lys d'or brochant sur les fasces. |
| Blason de Chéronvilliers | Détails | Le blasonnement ci dessus est l'officiel figurant dans la délibération du Conseil Municipal. Comportant quelques maladresses en voici une version plus rigoureuse: Parti: au 1) de sinople à deux clés d'argent passées en sautoir; au 2) d'azur au lion d'argent; le tout au chef d'argent chargé de deux fasces de gueules et à trois fleurs de lis d'or brochant sur les fasces. Le texte officiel spécifie que toutes reproductions officielles ou privées devront se conformer au texte héraldique (ce qui est normal) et les représentations graphiques être conformes à l'épure au trait jointe à la présente déliberation (ce qui totalement contraire au principe du blason, et que donc, nous ne suivont pas). Création J-F Binon. Adopté le 10 mars 2023. |

| Blason de Cierrey | Blason  | De sinople aux deux épées d'argent passées en sautoir, cantonnées de trois mitres d'or, une en chef et les deux autres aux flancs. |
| Blason de Cierrey | Détails | Le statut officiel du blason reste à déterminer.                                                                                   |

| Blason de Civières | Blason  | De gueules au chevron d'hermine, accompagné en chef de deux alérions d'or, et en pointe d'un lion couronné du même. |
| Blason de Civières | Détails | Adopté le 3 juin 1994.                                                                                              |

| Blason de Claville | Blason  | De sinople à trois losanges d'or.                                                                                            |
| Blason de Claville | Détails | Blason reprenant les armoiries de deux familles du lieu, les Le Pelletier et les Carrey. Adopté par la municipalité en 1993. |

| Blason de Conches-en-Ouche | Blason  | D'or à la bande d'azur chargée de trois coquilles d'argent. |
| Blason de Conches-en-Ouche | Détails | Le statut officiel du blason reste à déterminer.            |

| Blason de Condé-sur-Iton | Blason  | D'argent au chevron ondé d'azur accompagné en chef à dextre d'une épée et à senestre d'une crosse, l'épée et la crosse posées dans le sens du chevron, et en pointe d'une hache consulaire, le tout de gueules, chaperonné de sinople à deux abeilles d'or. |
| Blason de Condé-sur-Iton | Détails | Adopté en 1998. |

| Blason de Connelles | Blason  | Parti ondé : au 1er d'argent à deux fasces de gueules, au 2d de gueules à une roue à aubes d'or ; le tout sommé d'un chef de gueules à un ours passant d'or et langué de gueules. |
| Blason de Connelles | Détails | Adopté le 11 décembre 2020. |

| Blason de Cormeilles | Blason  | De gueules au cerf d'or.                                                                              |
| Blason de Cormeilles | Détails | La commune a relevé, par délibération du 15 mai 1856, les armes de l'ancienne abbaye de Saint-Pierre. |

| Blason de Corneville-sur-Risle | Blason  | D'argent au chevron de sable accompagné, en chef de deux merlettes du même et en pointe d'un lion aussi de sable, à la bordure de gueules chargée de six cloches d'or. |
| Blason de Corneville-sur-Risle | Détails | Adopté en 1996. |

| Blason de Coudres | Blason  | Écartelé en sautoir : au 1er de gueules à un léopard d'or armé et lampassé d'azur, au 2e d'argent à une coquerelle versée de gueules, les involucres de sinople, au 3e d'argent à deux clés de sable passées en sautoir, au 4e d'azur à une épée basse d'argent posée en barre et supportant un manteau d'or posé en bande. |
| Blason de Coudres | Détails | Le statut officiel du blason reste à déterminer. |

| Blason de Courbépine | Blason  | Coupé d'argent à l'aigle bicéphale de sable, et de gueules à trois tiercefeuilles versées d'or. |
| Blason de Courbépine | Détails | Le statut officiel du blason reste à déterminer.                                                |

| Blason de Courcelles-sur-Seine | Blason  | D'or (d'argent) à trois fleurs de lys d'azur, au bâton en bande de gueules brochant sur le tout. |
| Blason de Courcelles-sur-Seine | Détails | Le statut officiel du blason reste à déterminer.                                                 |

| Blason de Couture-Boussey (La) | Blason  | Taillé de gueules aux deux léopards d'or armés et lampassés d'azur l'un sur l'autre, et d'azur à la lyre d'or ; à la barre d'or chargée d'une clarinette de sable aux clés d'argent brochant sur la partition. |
| Blason de Couture-Boussey (La) | Détails | Création par une commission municipale menée par Denis Joulain. Adopté le 4 juin 2010. |

| Blason de Criquebeuf-la-Campagne | Blason  | Parti : au 1er d'azur à une étoile d'argent, au 2d d'or à une clé de sable ; au chef de gueules chargé d'un léopard d'or armé et lampassé d'azur. |
| Blason de Criquebeuf-la-Campagne | Détails | Le statut officiel du blason reste à déterminer.                                                                                                  |

| Blason de Croisy-sur-Eure | Blason  | Écartelé en sautoir : au 1er de gueules au léopard d'or, au 2d d'azur à la roue de moulin d'or, au 3e d'azur à la tête de crosse contournée d'or au 4e de gueules au coq hardi d'or ; aux deux palmes d'argent passées en sautoir brochant sur la partition. |
| Blason de Croisy-sur-Eure | Détails | Création Jean-Michel de Monicault et Denis Joulain. Adopté le 3 septembre 2009. |

| Blason de Croix-Saint-Leufroy (La) | Blason  | Coupé d'un parti d'or à la jumelle de gueules, au chef du même chargé d'un léopard du champ, et d'azur au chevron d'or accompagné de trois burettes du même ; et d'argent à deux fasces de sable. |
| Blason de Croix-Saint-Leufroy (La) | Détails | Adopté le 22 mai 1993. |

| Blason de Crosville-la-Vieille | Blason  | D'azur au toit à trois pignons et au clocher de l'église du lieu d'argent, sur toute la largeur du champ, le pignon de senestre chargé d'une croix du Temple de gueules, l'ensemble mouvant d'une champagne de sinople chargée d'un bouquet de trois épis de blé d'or et de deux fleurs de lin d'argent placées entre les épis. |
| Blason de Crosville-la-Vieille | Détails | Création Denis Joulain (synthèse d’un concours). Adopté le 3 novembre 2010. |

Pas d'information pour les communes suivantes : Caillouet-Orgeville, Campigny (Eure), Caorches-Saint-Nicolas, Capelle-les-Grands, Carsix, Caumont (Eure), Cauverville-en-Roumois, Chaignes, Chaise-Dieu-du-Theil,  Chambray, Champenard, Champigny-la-Futelaye, Chanteloup (Eure), La Chapelle-Bayvel, La Chapelle-Gauthier (Eure), La Chapelle-Hareng, La Chapelle-Longueville, Chauvincourt-Provemont, Le Chesne (Eure), Cintray (Eure), Clef Vallée d'Eure, Collandres-Quincarnon, Colletot, Combon, Condé-sur-Risle, Conteville (Eure), Le Cormier, Corneuil, Corneville-la-Fouquetière, Corny, Coudray (Eure), Courdemanche (Eure), Courteilles, Crasville (Eure), Crestot, Criquebeuf-sur-Seine, La Croisille, Croth, Cuverville (Eure)
- Haut – A
- B
- C
- D
- E
- F
- G
- H
- I
- J
- K
- L
- M
- N
- O
- P
- Q
- R
- S
- T
- U
- V
- W
- X
- Y
- Z

## D
| Blason de Damps (Les) | Blason  | D'or à une bande ondée d'azur, accompagnée en chef d'une feuille de tabac de sinople et en pointe d'un léopard de gueules. |
| Blason de Damps (Les) | Détails | Brevet d'armoiries (1993).                                                                                                 |

| Blason de Damville | Blason  | D'or à la croix de gueules cantonnée de seize alérions d'azur ordonnés 2 et 2. |
| Blason de Damville | Détails | Devise: « Pays d’Avre et d’Iton »                                              |

| Blason de Dardez | Blason  | D'azur à cinq épis d'orge ordonnés 2 et 3, accompagnés d'un soleil mouvant de l'angle senestre du chef, le tout d'or, au chef de gueules chargé d'un léopard du second. |
| Blason de Dardez | Détails | * Il y a là non-respect de la règle de contrariété des couleurs : ces armes sont fautives (gueules sur azur). Adopté en 1990.                                           |

| Blason de Daubeuf-près-Vatteville | Blason  | D'azur au chevronnel d'argent accompagné en chef de deux gerbes de blé et en pointe, d'une croisette ancrée soutenue d'un arbre terrassé accosté de deux abeilles volantes, celle de dextre en barre et celle de senestre en bande, le tout d'or, au chef cousu de gueules chargé de deux léopards du troisième. |
| Blason de Daubeuf-près-Vatteville | Détails | * Il y a là non-respect de la règle de contrariété des couleurs : ces armes sont fautives (gueules sur azur). Le statut officiel du blason reste à déterminer. |

| Blason de Douains | Blason  | D'or à deux chevrons de gueules, au pal d'azur brochant chargé de trois fers de lance d'argent posés l'un sur l'autre, au chef de gueules chargé d'un léopard d'or armé et lampassé d’azur. |
| Blason de Douains | Détails | Création Jean-François Binon. Adopté le 29 juin 2012. |

| Blason de Douville-sur-Andelle | Blason  | Tiercé ondé en barre de sinople, d’azur et aussi de sinople; au château de deux tours d'argent maçonné de sable brochant; au comble d'or chargé de l'inscription « Dotonis Villa » de sable. |
| Blason de Douville-sur-Andelle | Détails | Le statut officiel du blason reste à déterminer. |

| Blason de Drucourt | Blason  | D'azur au ruban d'argent posé en fasce accompagné en chef d'un léopard et en pointe d'une croisette de malte, le tout d'or.  |
| Blason de Drucourt | Détails | Blason créé en 2003 par la commission héraldique de l’Union des Cercles Généalogique de Normandie Adopté le 30 janvier 2004. |

Pas d'information pour les communes suivantes : Dame-Marie (Eure), Dampsmesnil, Dangu, Daubeuf-la-Campagne, Doudeauville-en-Vexin, Droisy (Eure), Duranville
- Haut – A
- B
- C
- D
- E
- F
- G
- H
- I
- J
- K
- L
- M
- N
- O
- P
- Q
- R
- S
- T
- U
- V
- W
- X
- Y
- Z

## E
| Blason de Écardenville-sur-Eure | Blason  | De sable à deux fasces d'argent accompagnées en chef de trois besants d'or et en abîme d'un lion léopardé du même. |
| Blason de Écardenville-sur-Eure | Détails | Un brevet d'armoiries du Conseil Français d'Héraldique de 1995 (cf. leur site) donne le champ de sable, repris par Denis Joulain dans "L'Eure des Blasons" (LA référence pour ce département), ce qui confère un caractère officiel au blason. |

| Blason de Écos | Blason  | D'or à deux fasces d'azur, accompagnées de neuf coquilles de gueules posées en orle 4, 2 et 3. |
| Blason de Écos | Détails | Création Félix Leclerc de Pulligny, 1876. Armes de la famille De Montenay.                     |

| Blason de Écouis | Blason  | D'azur à deux fasces d'argent.                                                                           |
| Blason de Écouis | Détails | Armes de Le Portier de Marigny, famille d'Enguerrand de Marigny, relevées par la commune au XIXe siècle. |

| Blason de Épaignes | Blason  | De gueules à la barre d'argent chargée de trois pommes du champ posées à plomb, tigées et feuillées de deux pièces de sinople, accompagnée en chef d'un épi de blé feuillé de deux pièces, et en pointe d'une branche de gui posée en barre, le tout d'or. |
| Blason de Épaignes | Détails | Adopté le 23 décembre 1995. |

| Blason de Épieds (Eure) | Blason  | D'azur semé de bouquets de trois épis de blé d’or noués en fleur de lis, à l'obélisque sur socle d’argent, le fût orné à sa base d’un cartouche ovale du même, accosté de deux coquilles renversées d’argent. |
| Blason de Épieds (Eure) | Détails | Armes parlantes. Création Denis Joulain. Adopté le 4 avril 2014. |

| Blason de Épreville-près-le-Neubourg | Blason  | Tiercé en pairle renversé : au 1er d'or à trois bandes de gueules, au 2e de gueules à deux fasces d'or, au 3e d'azur au pal d'argent émoussé en chef, chargé d'une croisette du Temple de gueules dans l'arrondi et accosté de deux trèfles d'or. |
| Blason de Épreville-près-le-Neubourg | Détails | Création Denis Joulain. Adopté le 4 juillet 2011. |

| Blason de Essarts (Les) | Blason  | De gueules au chevron d'or.  |
| Blason de Essarts (Les) | Détails | Armes de la famille éponyme. |

| Blason de Étrépagny | Blason  | Parti d'argent à la lettre E capitale de gueules, et de France ancien au bâton péri en bande d'argent surmonté d'un lambel du même, brochant sur le semé. |
| Blason de Étrépagny | Détails | Le statut officiel du blason reste à déterminer. |

| Blason de Étréville | Blason  | Parti d'azur au colombier de gueules à la charpente d'argent essoré de sable, ouvert du même à senestre sur une terrasse de sinople, et d'argent à la croix de procession tréflée d'or accostée, en pointe, de deux serpents ondoyants en S affrontés de sable ; le tout sommé d'un chef de gueules chargé de trois colombes essorantes d'argent. |
| Blason de Étréville | Détails | * Il y a là non-respect de la règle de contrariété des couleurs : ces armes sont fautives (gueules et sable sur azur, or sur argent). Création M. Beaucousin. Présenté le 8 août 2009. |

| Blason de Évreux | Blason  | De France au bâton componé d'argent et de gueules brochant sur le tout. |
| Blason de Évreux | Détails | Le statut officiel du blason reste à déterminer.                        |

| Blason de Ézy-sur-Eure | Blason  | D'argent au lion de sable, armé et lampassé de gueules. |
| Blason de Ézy-sur-Eure | Détails | Armes de la famille des BROSSES.                        |

Pas d'information pour les communes suivantes : Écaquelon, Écardenville-la-Campagne, Écauville, Ecquetot, Émalleville, Émanville (Eure), Épégard, Épinay, Épreville-en-Lieuvin, Épreville-en-Roumois, Éturqueraye
- Haut – A
- B
- C
- D
- E
- F
- G
- H
- I
- J
- K
- L
- M
- N
- O
- P
- Q
- R
- S
- T
- U
- V
- W
- X
- Y
- Z

## F
| Blason de Fains | Blason  | De gueules à l’étai brochant sur une jumelle, accompagné en chef de deux étoiles à six rais et en pointe d’un lion, le tout d’or. |
| Blason de Fains | Détails | Création Denis Joulain. Adopté le 22 avril 2011.                                                                                  |

| Blason de Faverolles-la-Campagne | Blason  | Coupé mi parti en chef : au 1 d'azur à une étoile d'or, au 2 d'argent à une tige de favier de sinople, au 3 de gueules à un léopard d'or, armé et lampassé d'azur. |
| Blason de Faverolles-la-Campagne | Détails | Créé par JF Binon. Blason sur la page Facebook de la commune, 2025.                                                                                                |

| Blason de Ferrières-Haut-Clocher | Blason  | D'argent à deux palmes de sinople croisées en sautoir, mantelé de gueules au coq d'or accosté aux flancs de deux fers de lance d'argent. |
| Blason de Ferrières-Haut-Clocher | Détails | Création Denis Joulain. Adoption en conseil municipal du 8 juin 2020                                                                     |

| Blason de Ferrière-sur-Risle (La) | Blason  | Parti de gueules à l'écusson du même à deux léopards d'or l'un sur l'autre entouré d'une filière d'or en chef à dextre et au haut fourneau d'argent maçonné de sable, la bouche ouverte du même sur un charbon incandescent du champ enflammé aussi d'or, en pointe à senestre ; et d'un coupé de sinople au cor d'or, et d'azur à la truite d'argent, courbée en pal, tête et queue à dextre. |
| Blason de Ferrière-sur-Risle (La) | Détails | Création Henry Fonquernie et André Franchet. Adopté en décembre 2008. |

| Blason de Ferrières-Saint-Hilaire | Blason  | D'hermine à la bordure de gueules chargée de huit fers à cheval d'or. |
| Blason de Ferrières-Saint-Hilaire | Détails | Adopté le 5 juillet 2013.                                             |

| Blason de Feuguerolles | Blason  | Tiercé en pairle renversé: au 1 de gueules à deux léopards d'or, armés et lampassés d'azur l'un au-dessus de l'autre, au 2 d'argent à une feuille de fougère de sinople, au 3 d'azur à un dragon regardant d'or, armé et lampassé de gueules. |
| Blason de Feuguerolles | Détails | Créé par JF Binon. Adopté le 12 juillet 2021 |

| Blason de Fidelaire (Le) | Blason  | Tiercé en pairle : au 1er de gueules à deux clés passées en sautoir et une crosse brochant en pal, le tout d'or, au 2e de sinople à la losange carrée d'argent chargée d'une faine de hêtre au naturel, au 3e de sinople au cerf passant d'argent. |
| Blason de Fidelaire (Le) | Détails | Création Hélène Larbaigt et Denis Joulain. Adopté le 22 septembre 2011. |

| Blason de Fleury-sur-Andelle | Blason  | D'azur à la fasce de gueules chargée de cinq flammes d'or ordonnées 2 et 3, surmontée de deux étoiles du même rangées en chef.                                 |
| Blason de Fleury-sur-Andelle | Détails | * Il y a là non-respect de la règle de contrariété des couleurs : ces armes sont fautives (gueules sur azur). Le statut officiel du blason reste à déterminer. |

| Blason de Fontaine-Bellenger | Blason  | D'azur au croissant d'argent surmonté de deux mitres d'or ornées de gueules. |
| Blason de Fontaine-Bellenger | Détails | Le statut officiel du blason reste à déterminer.                             |

| Blason de La Forêt-du-Parc | Blason  | Coupé: au 1er parti au I de gueules à deux léopards d'or armés et lampassés d'azur l'un au-dessus de l'autre, au II d'argent à la rose des jardins de gueules, tigée et feuillée de sinople, au 3e de sinople au chêne d'or. |
| Blason de La Forêt-du-Parc | Détails | Le statut officiel du blason reste à déterminer. |

| Blason de Fort-Moville | Blason  | D'argent à trois trèfles d'azur.                 |
| Blason de Fort-Moville | Détails | Le statut officiel du blason reste à déterminer. |

| Blason de Foucrainville | Blason  | Taillé d’or et d’azur, au chapeau de tenné panaché d’argent brochant, soutenu d’un doublet [libellule de profil] d’or; à la filière engrêlée de gueules. |
| Blason de Foucrainville | Détails | Adopté le 4 mars 2015. Création Mmes Comte, Legendre et M Hue avec Denis Joulain.                                                                        |

| Blason de Foulbec | Blason  | D'or au chevron de sable accompagné de trois flammes de gueules. |
| Blason de Foulbec | Détails | Visible sur les plaques de rue.                                  |

| Blason de Freneuse-sur-Risle | Blason  | D'argent au chevron d'azur chargé de trois merlettes d'or, accompagné de trois fers à cheval de sable cloutés du champ. |
| Blason de Freneuse-sur-Risle | Détails | Brevet d'armoiries, 1998.                                                                                               |

| Blason de Le Fresne | Blason  | Écartelé: au 1er d'or à la croix de gueules chargée de cinq coquilles d'argent, aux 2e et 3e d'argent à trois fasces de gueules accompagnées de six merlettes de sable 2, 2, 1 et 1, au 4e d'or à la moucheture d'hermine de sable; le tout sommé d'un chef d'or chargé de quatre feuilles de frêne de sinople. |
| Blason de Le Fresne | Détails | La commune du Fresne a fusionné au 1er janvier 2018 avec Orvaux et le Mesnil-Hardray, sous le nom de Val-Doré. Armes parlantes. (frêne) Le statut officiel du blason reste à déterminer. |

Pas d'information pour les communes suivantes : Farceaux, Fatouville-Grestain, Fauville,  Le Favril (Eure), Fiquefleur-Équainville, Flancourt-Catelon, Flancourt-Crescy-en-Roumois, Fleury-la-Forêt, Flipou, Folleville (Eure), Fontaine-Heudebourg, Fontaine-l'Abbé, Fontaine-la-Louvet, Fontaine-la-Soret, Fontaine-sous-Jouy, Fontenay (Eure), Forêt-la-Folie, Fouqueville, Fourges, Fourmetot, Fours-en-Vexin, Francheville (Eure), Franqueville (Eure), Fresne-Cauverville, Fresne-l'Archevêque, Fresney (Eure)
- Haut – A
- B
- C
- D
- E
- F
- G
- H
- I
- J
- K
- L
- M
- N
- O
- P
- Q
- R
- S
- T
- U
- V
- W
- X
- Y
- Z

## G
| Blason de Gadencourt | Blason  | D'azur à la maison d'or, soutenue de deux fasces ondées d'argent et au lièvre d'or courant et brochant sur les ondes. |
| Blason de Gadencourt | Détails | Le statut officiel du blason reste à déterminer.                                                                      |

| Blason de Gaillardbois-Cressenville | Blason  | D'or à une faux et un râteau passés en sautoir, et une fourche en pal, le tout au naturel, à la feuille de cresson de sinople brochant en abîme sur le tout ; chaussé d'azur de quatre épis de blé d'or, ceux des flancs plus grands, les deux de dextre senestrés d'une pomme posée en barre au naturel et les deux de senestre adextrés d’un bleuet, d’une marguerite et d’un coquelicot mal ordonnés, le tout au naturel. |
| Blason de Gaillardbois-Cressenville | Détails | Adopté en 2008. |

| Blason de Gaillon | Blason  | De gueules à une tour d'or ouverte, ajourée et maçonnée de sable. Devise / Cri« fiat lux » (que la lumière soit). |
| Blason de Gaillon | Détails | Le statut officiel du blason reste à déterminer.                                                                  |

| Blason de Garencières | Blason  | De gueules à trois chevrons d'or accompagnés en pointe d'une fleur de garance du même. |
| Blason de Garencières | Détails | Armes parlantes. Utilisé depuis le 1er août 2010.                                      |

| Blason de Garennes-sur-Eure | Blason  | D'or au chevron brisé de gueules issant d'une trangle ondée d'azur, surmonté d'une fleur de lys du même. |
| Blason de Garennes-sur-Eure | Détails | Création Serge Barré et Denis Joulain. Adopté le 23 février 2000.                                        |

| Blason de Gasny | Blason  | Tranché d'azur et de gueules au bâton en bande déjoint d'argent, à la crosse brochant en barre sur le tout, accompagnée au flanc dextre d'une palme contournée, au flanc senestre d'une fleur de lis et en pointe d'un léopard, le tout d'or. Devise / CriViens et demeure. |
| Blason de Gasny | Détails | Le statut officiel du blason reste à déterminer. |

| Blason de Gauciel | Blason  | D'azur à l'estrez d'or, la traverse chargée du nom "Gauciel" en lettres gothiques de sable, cantonnée de quatre clefs aussi d'or. |
| Blason de Gauciel | Détails | Création de Jack Lefebvre, adoptée par délibération du conseil municipal du 22 janvier 1999.                                      |

| Blason de Gauville-la-Campagne | Blason  | D'or au sautoir d'azur chargé d'une tour d'argent et cantonné de quatre roses de gueules. |
| Blason de Gauville-la-Campagne | Détails | Le statut officiel du blason reste à déterminer.                                          |

| Blason de Gisors | Blason  | De gueules à la croix engrêlée d'or, au chef cousu de France. |
| Blason de Gisors | Détails | Le statut officiel du blason reste à déterminer.              |

| Blason de Glisolles | Blason  | Taillé de gueules au léopard d'or et de sinople aux deux épis de même, les tiges passées en sautoir, à la barre d'or chargée de trois sapins arrachés de sinople posés à plomb brochant sur la partition. |
| Blason de Glisolles | Détails | Brevet d'armoiries de 1995. |

| Blason à dessiner | Blason  | Écartelé, le trait du coupé ondé: au 1er d'or à la grappe de raisin feuillée de sinople et tigée de tenné en chef dextre et au trèfle de sinople en pointe senestre, au 2e de gueules aux ruines du pigeonnier et de la chapelle du XIIIe siècle d'argent, l'une au-dessus de l'autre, au 3e de gueules à la quenouille d'argent accompagnée en pointe de deux épis de blé du même, celui de dextre posé en bande et celui de senestre posé en barre, au 4e d'or à la feuille de chêne de sinople posée en barre. |
| Blason à dessiner | Détails | Adopté le 22 mai 2023. |

| Blason de Goulafrière (La) | Blason  | D’argent à l’étai haussé d’azur accompagné en chef de deux molettes de gueules et en pointe d’une colombe essorante d'azur et d’un lion affrontés du même ; à la croix archiépiscopale tréflée du champ et emmanchée du second brochant sur le tout. |
| Blason de Goulafrière (La) | Détails | Création Denis Joulain. Adopté le 16 novembre 2012. |

| Blason de Goupillières | Blason  | Taillé de gueules au renard passant d'argent, et d'azur à la roue de moulin d'or; à la barre d'argent chargée d'une fleur de lis d'or posée à plomb brochant sur la partition.                                 |
| Blason de Goupillières | Détails | * Il y a là non-respect de la règle de contrariété des couleurs : ces armes sont fautives (or sur argent). Armes parlantes. (goupil, ancien nom du renard) Création Christian Juin. Adopté le 23 février 2010. |

| Blason de Gournay-le-Guérin | Blason  | Tiercé en pairle renversé: au 1er de gueules à trois fleurs de lis d'or, au 2e de gueules à deux léopards d'or armés et lampassés d'azur, l'un au-dessus de l'autre, au 3e d'argent au fer de lance d'azur. |
| Blason de Gournay-le-Guérin | Détails | Le statut officiel du blason reste à déterminer. |

| Blason de Graveron-Sémerville | Blason  | Écartelé: aux 1er et 4e d'azur à trois fleurs de lis d'or, au 2e d'argent au barbeau de gueules posé en pal, au 3e d'argent à l'église de sable mouvant de la pointe; au bâton componé d'argent et de gueules brochant sur le tout. |
| Blason de Graveron-Sémerville | Détails | Le statut officiel du blason reste à déterminer. |

| Blason de Grosley-sur-Risle | Blason  | De sinople au chevron ondé brisé d'argent, accompagné en chef d'une feuille accostée de deux biches passantes affrontées et en pointe d'une roue de moulin, le tout d'or. |
| Blason de Grosley-sur-Risle | Détails | Création Christian Juin. Adopté le 7 juin 2013. |

| Blason de Le Gros-Theil | Blason  | D'azur au tilleul d'argent.                      |
| Blason de Le Gros-Theil | Détails | Le statut officiel du blason reste à déterminer. |

| Blason de Grossœuvre | Blason  | De gueules à la croix échiquetée d'argent et de sable, cantonnée au premier et au quatrième d'une roue dentée de huit pièces d'or, au deuxième et au troisième d'une charrue à roues du même. Devise / CriGrandis Sylva |
| Blason de Grossœuvre | Détails | Création A. et N. Lefebvre, adoptée le 18 juin 1994. |

| Blason de Guéroulde (La) | Blason  | De gueules au chevron d'or, chargé d'une croisette latine de sable, accompagné en chef de deux anilles du second et en pointe d'une gerbe de blé du même liée du troisième. |
| Blason de Guéroulde (La) | Détails | Brevet d'armoiries daté de 1993. |

| Blason de Guichainville | Blason  | De sinople à la fasce d'argent chargée de trois fleurs de lys de gueules, accompagnée de trois molettes d'or. |
| Blason de Guichainville | Détails | Brevet d'armoiries de 1993.                                                                                   |

| Blason de Guiseniers | Blason  | D’azur à la croix alésée et engrêlée d’or cantonnée au 1er d’un coq du même, au 2e d’un fer de pique d’argent, au 3e d’un chevron alésé du même, au 4e de deux léopards du second l’un au-dessus de l’autre. |
| Blason de Guiseniers | Détails | Création Denis Joulain. Présenté le 4 avril 2015 |

Pas d'information pour les communes suivantes : Gamaches-en-Vexin, Gaudreville-la-Rivière, Gisay-la-Coudre, Giverny, Giverville,Goupil-Othon, Gouttières (Eure), Gouville, Grainville, Grand Bourgtheroulde, Grand-Camp (Eure), Granchain, Grandvilliers (Eure), Gravigny, Guernanville, Guerny, Guitry (Eure)
- Haut – A
- B
- C
- D
- E
- F
- G
- H
- I
- J
- K
- L
- M
- N
- O
- P
- Q
- R
- S
- T
- U
- V
- W
- X
- Y
- Z

## H
| Blason de Habit (L') | Blason  | De gueules au chevron d'or, accompagné de trois roses d'argent. |
| Blason de Habit (L') | Détails | Blason de la famille De L'Estang.                               |

| Blason de Hacqueville | Blason  | De gueules à trois léopards d'or, armés et lampassés d'azur l'un au-dessus de l'autre, accostés de deux fleurs de lis d'or, à un cordage noué d'argent posé en orle et enfermant le tout. |
| Blason de Hacqueville | Détails | Créé par JF Binon. Sur PanneauPocket en 2023 |

| Blason de Haye-Saint-Sylvestre (La) | Blason  | Parti d'azur au chêne d'or, et d'argent à la croix papale de sinople ; le tout sommé d'un chef de gueules chargé d'un léopard d'or armé et lampassé d'azur. |
| Blason de Haye-Saint-Sylvestre (La) | Détails | Création de Jean-François Binon, adoptée le 23 février 2015.                                                                                                |

| Blason de Harcourt | Blason  | De gueules à deux fasces d'or.          |
| Blason de Harcourt | Détails | Blason historique de la famille du nom. |

| Blason de Hauville | Blason  | D'azur à un moulin à vent d'argent maçonné de sable, chaussé du second semé de pommes de gueules. |
| Blason de Hauville | Détails | Le statut officiel du blason reste à déterminer.                                                  |

| Blason de Haye-le-Comte (La) | Blason  | Coupé d'argent et de sable, à la licorne saillant de l'un en l'autre. |
| Blason de Haye-le-Comte (La) | Détails | Le statut officiel du blason reste à déterminer.                      |

| Blason de Hébécourt | Blason  | Coupé d'un parti de gueules à deux léopards d'or, armés et lampassés d'azur, l'un au-dessus de l'autre, et d'azur semé de fleurs de lis d'or, à la bande componée d'argent et de gueules, au 2e d'argent à la lettre capitale H d'azur accolée à senestre d'une feuille de hêtre du même. —OU— Coupé d'un parti de Normandie et d'Évreux, et d'argent à la lettre capitale H d'azur accolée à senestre d'une feuille de hêtre du même. |
| Blason de Hébécourt | Détails | Le statut officiel du blason reste à déterminer. |

| Blason de Hennezis | Blason  | Écartelé : au 1er d’argent au lion de gueules couronné d’or, au 2e d’argent à la croix de gueules cantonnée de quatre lionceaux, deux de sable en chef et deux d’azur en pointe ; au 3e d’argent à trois fusées de sable rangées en fasce, au 4e d’argent à trois fasces de gueules et trois merlettes de sable rangées en chef ; sur le tout, d’argent au chêne au naturel et à la gerbe de blé d’or brochant sur le tronc. |
| Blason de Hennezis | Détails | Conflit héraldique : le blasonnement dit le lion "couronné d'or" ; le dessin le représente également armé et lampassé d'or. Création Yann Lepage. Présenté dans le Bulletin Municipal de juillet 2009. |

| Blason de Herqueville | Blason  | D'azur au sautoir d'or chargé en coeur d'une mâcle de gueules, accompagné de trois merlettes d'or, une en chef et deux aux flancs, et d'un porc-épic d'argent en pointe. |
| Blason de Herqueville | Détails | Brevet d'armoiries de 1995. |

| Blason de Heudreville-sur-Eure | Blason  | Fascé d'argent et de gueules au lion d'or brochant sur le tout. |
| Blason de Heudreville-sur-Eure | Détails | Brevet d'armoiries de 1998.                                     |

| Blason de La Heunière | Blason  | Coupé : au 1er parti au I d'azur semé d'étoiles d'or à la chouette d'azur au trait d'or senestrée en chef d'un croissant contourné du même, au II d'or à l'arbre coupé au naturel, au 2e de gueules à deux léopards d'or l'un au-dessus de l'autre. |
| Blason de La Heunière | Détails | Le statut officiel du blason reste à déterminer. |

| Blason de Hondouville | Blason  | De sinople au pairle ondé renversé d argent surchargé d'un pairle ondé renversé d'azur, accompagné de trois roues de moulin d'or en pal sur chacun des flancs et d'une roue d'engrenage d'or en pointe ; au chef de gueules chargé de deux léopards d'or armés et lampassés d'azur l'un sur l'autre. |
| Blason de Hondouville | Détails | Création d'Alain Sutter, adopté en conseil municipal le 3 novembre 2020 |

| Blason de Houlbec-Cocherel | Blason  | D'argent à une aigle bicéphale de sable, becquée et membrée de gueules, au bâton du même brochant; au chef chargé d'un léopard d'or armé et lampassé d'azur. |
| Blason de Houlbec-Cocherel | Détails | Création Jean-François Binon. |

| Blason de Houville-en-Vexin | Blason  | Écartelé : au 1er de gueules à la croix échiquetée d'argent et d'azur, au 2e d'argent à six annelets de sable ordonnés 3, 2 et 1, au 3e d'or au chef de sable, au 4e de gueules à deux léopards d'or, armés et lampassés d'azur, l'un au-dessus de l'autre. |
| Blason de Houville-en-Vexin | Détails | Blason présenté au Conseil Municipal en 2007 (pas de délibération). |

| Blason de Huest | Blason  | D'azur à la croix latine alésée de gueules*, cantonnée au premier et au quatrième de deux fleurs de lis d'or, au deuxième et au troisième de deux épis de blé posés en barre du même. |
| Blason de Huest | Détails | * Il y a là non-respect de la règle de contrariété des couleurs : ces armes sont fautives (gueules sur azur). Brevet d'armoiries daté de 1990.                                        |

Pas d'information pour les communes suivantes : Hardencourt-Cocherel, La Harengère, Harquency, La Haye-Aubrée, La Haye-de-Calleville, La Haye-de-Routot, La Haye-du-Theil, La Haye-Malherbe, Hecmanville, Hécourt (Eure), Hectomare, Heubécourt-Haricourt, Heudebouville, Heudicourt (Eure), Heudreville-en-Lieuvin, Heuqueville (Eure), Les Hogues, Honguemare-Guenouville, L'Hosmes, Houetteville, Houlbec-près-le-Gros-Theil, La Houssaye
- Haut – A
- B
- C
- D
- E
- F
- G
- H
- I
- J
- K
- L
- M
- N
- O
- P
- Q
- R
- S
- T
- U
- V
- W
- X
- Y
- Z

## I
| Blason de Igoville | Blason  | De gueules à la fasce ondée d’argent chargé de trois drakkars contournés d'azur, accompagnée en chef d'un léopard d'or armé et lampassé aussi d'azur et en pointe d'un château de trois tours carrées d'or, maçonné de sable, ouvert et ajouré aussi d'azur. |
| Blason de Igoville | Détails | Création Denis Joulain. |

| Blason de Illiers-l'Évêque | Blason  | Écartelé : au 1er de gueules à deux léopards d'or l'un sur l'autre, au 2e d'argent à la tour de gueules, au 3e d'argent à la grappe de raisin de gueules, tigée de sable, au 4e de gueules à la mitre d'évêque d'or. Devise / Cri"Du Royaume ne puis... du Duché suis..." |
| Blason de Illiers-l'Évêque | Détails | Armes parlantes. Brevet d'armoiries, 1993. |

| Blason de Irreville | Blason  | D'azur au comble et à la plaine de gueules chargés chacun d'un léopard d'or, à la traverse accompagnée à dextre d'une colombe essorante contournée et à senestre d'une église, le tout d'argent brochant sur le tout. |
| Blason de Irreville | Détails | * Il y a là non-respect de la règle de contrariété des couleurs : ces armes sont fautives (gueules sur azur). Le statut officiel du blason reste à déterminer.                                                        |

| Blason de Iville | Blason  | D'azur au dextrochère armé alésé d'argent mouvant de dextre, tenant une bannière envergée de gueules chargé d'une jumelle en bande d'or sur une hampe aussi d'argent. |
| Blason de Iville | Détails | Le statut officiel du blason reste à déterminer. |

| Blason de Ivry-la-Bataille | Blason  | D'or à trois chevrons de gueules.                |
| Blason de Ivry-la-Bataille | Détails | Le statut officiel du blason reste à déterminer. |

Pas d'information pour les communes suivantes : Illeville-sur-Montfort, Incarville
- Haut – A
- B
- C
- D
- E
- F
- G
- H
- I
- J
- K
- L
- M
- N
- O
- P
- Q
- R
- S
- T
- U
- V
- W
- X
- Y
- Z

## J
| Blason de Jouy-sur-Eure | Blason  | Écartelé, au 1er d’azur à trois fleurs de lys d’or, au 2e de gueules à deux léopards d’or l'un sur l'autre, au 3e de gueules à la harpe d’argent, au 4e d’azur à la clef contournée d’argent, au bâton componé d’argent et de gueules en bande brochant sur le tout. |
| Blason de Jouy-sur-Eure | Détails | Création Olivier JOLY, Adopté le 21 Septembre 2020 |

Pas d'information pour les communes suivantes : Juignettes, Jumelles (Eure).

## L
| Blason de Lande-Saint-Léger (La) | Blason  | Parti : au 1er coupé au I d'azur à deux coupes d'or et au chef d'argent chargé d'une croisette pattée de gueules, au II d'azur à la croix ancrée d'argent cantonnée de quatre pommes du même, au 2d burelé ondé d'argent et de sable. |
| Blason de Lande-Saint-Léger (La) | Détails | Adopté en 2020. |

| Blason de Launay | Blason  | D'argent au chevron de gueules, accompagné de trois merlettes de sable.  |
| Blason de Launay | Détails | Blason de la famille d'Erneville, anciens seigneurs nobiliaires du lieu. |

| Blason de Léry | Blason  | Écartelé en sautoir : Au 1er d'azur à une fleur de chardon feuillée de deux pièces, le tout d'or ; Au 2e d'argent à la feuille de tabac de sinople, au 3e d'argent au fer de moulin aussi de sinople, au 4e d'azur à la serpe d'argent emmanchée d'or et posée en bande ; Sur le tout, en cœur, une voile de planche à voile de gueules chargée d'un léopard surmonté d'une fleur de lys, le tout d'or. |
| Blason de Léry | Détails | Adopté le 8 avril 2009. |

| Blason de Lieurey | Blason  | D'azur à la croix cousue de gueules cantonnée de quatre molettes d'or. |
| Blason de Lieurey | Détails | * Ces armes emploient le terme « cousu » dans le seul but de contrevenir à la règle de contrariété des couleurs : elles sont fautives. Le statut officiel du blason reste à déterminer. |

| Blason à dessiner | Blason  | Coupé: au 1er parti au I de gueules à deux léopards d'or armés et lampassés d'azur, l'un au-dessus de l'autre, au II d'azur à trois fleurs de lis d'or et à la cotice componée d'argent et de gueule brochant, au 2e de sinople à l'épi de blé tigé et feuillé d'or adextré d'une fleur de lin d'azur boutonnée d'or et senestré d'une plume d'argent posée en barre dans un encrier d'azur; le tout sommé d'un comble d'argent chargé de l'inscription « LIGNEROLLES - EURE » en lettres capitales de sable. |
| Blason à dessiner | Détails | Le statut officiel du blason reste à déterminer. |

| Blason de Lisors | Blason  | D'azur à trois bouquets de trois épis de blé d'or liés en forme de fleur de lys, au chef d'argent chargé de trois fleurs de lin d'azur, tigées et feuillées de sinople. |
| Blason de Lisors | Détails | Armes parlantes. (lys d'or) Le statut officiel du blason reste à déterminer.                                                                                            |

| Blason de Livet-sur-Authou | Blason  | D'azur à trois molettes d'éperon d'or, à la roue de moulin d'argent brochant sur le tout. |
| Blason de Livet-sur-Authou | Détails | Création Denis Joulain. Adopté le 3 février 2017.                                         |

| Blason de Longchamps | Blason  | D'or au lion d'azur, à la cotice de gueules brochant. |
| Blason de Longchamps | Détails | Le statut officiel du blason reste à déterminer.      |

| Blason de Lorleau | Blason  | De gueules à la rivière abaissée d'argent, surmontée de deux léopards d'or, armés et lampassés d'azur, l'un au-dessus de l'autre, celui du bas brochant en partie sur la rivière, accompagnée en pointe de la lettre majuscule cursive L de sable ; au chef d'azur chargé de trois fleurs de lis d'or. |
| Blason de Lorleau | Détails | Le statut officiel du blason reste à déterminer. |

| Blason de Louviers | Blason  | Parti d'azur à une lettre L majuscule fleuronnée d'argent enfilée dans une couronne ducale d'or, et du premier à un lion d'or et à la bordure de gueules chargée de huit besants d'argent. Devise / CriLoviers le Franc. |
| Blason de Louviers | Détails | * Il y a là non-respect de la règle de contrariété des couleurs : ces armes sont fautives (bordure de gueules sur champ d'azur).                                                                                         |

| Blason de Lyons-la-Forêt | Blason  | De gueules au sauvage au naturel, porté par deux lions affrontés d'or ; à la bordure d'argent chargée de neuf mouchetures d'hermine de sinople, l'axe des six visibles en pointe parallèles aux bords de l'écu ; au chef de France brochant sur le tout. |
| Blason de Lyons-la-Forêt | Détails | Armes parlantes. Le statut officiel du blason reste à déterminer. |

Pas d'information pour les communes suivantes : Landepéreuse, Le Landin, Le Lesme, Letteguives, Lilly (Eure), Louversey, Louye
- Haut – A
- B
- C
- D
- E
- F
- G
- H
- I
- J
- K
- L
- M
- N
- O
- P
- Q
- R
- S
- T
- U
- V
- W
- X
- Y
- Z

## M
| Blason de Madeleine-de-Nonancourt (La) | Blason  | Tiercé en pairle renversé: au 1 de gueules à deux léopards d'or, armés et lampassés d'azur, l'un au-dessus de l'autre, au 2 de sinople à trois fers à cheval versés d'or, au 3 d'argent à trois roseaux à massette feuillés de sinople posés en bande, pal et barre . |
| Blason de Madeleine-de-Nonancourt (La) | Détails | Création Jean-François Binon. Sur PanneauPocket 2024. |

| Blason de Malouy | Blason  | De gueules à la fasce abaissée d'or, chargée de l'inscription «MALOUY» en lettres de sable, accompagnée en chef d'un léopard d'or et en pointe d'une paire de sabots accolés de profil, contournés, au naturel. |
| Blason de Malouy | Détails | D'après L'Eure des blasons, Denis Joulain. (nouvelle édition) |

| Blason de Mandeville | Blason  | D'argent à la bande d'azur chargée de trois épis d'orge d'or posés à plomb, accompagnée en chef de trois pommes de gueules feuillées de sinople, et en pointe d'un if au naturel. |
| Blason de Mandeville | Détails | Création Denis Joulain. Adopté le 29 juin 2020. |

| Blason de Mandres | Blason  | De gueules à la fasce d'argent, chargée d'une clé au trait de sable, posée en fasce, accompagnée en chef d'une divise du même, celle-ci surmontée de l'inscription « MANDRES » de sable et soutenue de deux léopards d'or brochant en partie sur la divise, la fasce accompagnée en pointe d'un mouton arrêté d'argent brochant sur une branche de lierre de sinople posée en fasce. |
| Blason de Mandres | Détails | * Il y a là non-respect de la règle de contrariété des couleurs : ces armes sont fautives (or sur argent, sable sur gueules, argent sur argent). Le statut officiel du blason reste à déterminer. |

| Blason de Manoir (Le) | Blason  | D'azur au chevron ondé d'or accompagné de trois aigles bicéphales et d'un chef du même à trois têtes d'ours de sable lampassées de gueules et ordonnées 2 et 1. |
| Blason de Manoir (Le) | Détails | Le statut officiel du blason reste à déterminer. |

| Blason de Marbeuf | Blason  | Écartelé: au 1er de gueules à deux léopards d'or armés et lampassés d'azur l'un au-dessus de l'autre, au 2e coupé, au I chevronné de gueules et d'or, au II d'or à deux fasces de gueules, au 3e d'or au bourdon de pèlerin de gueules, posé en bande et orné en chef d'un rameau de feuillage de sinople, au 4e de gueules à la molette d'éperon d'or; sur le tout, un écu en losange d'azur à la rose d'or, brochant sur la partition. |
| Blason de Marbeuf | Détails | Création Denis Joulain. Adoptée le 12 novembre 2019. |

| Blason de Marcilly-sur-Eure | Blason  | D’argent au chevron de gueules accompagné en chef d’une grappe de raisin et d’une roue de moulin le tout au naturel, en pointe d’une gabare de tenné à coque arrondie et bardage clouté de sable, gréé haubané au trait sans voile, le mât terminé par un crosseron d’or chargeant le chevron ; au comble de gueules chargé de deux léopards affrontés d’or armés et lampassés d’azur. |
| Blason de Marcilly-sur-Eure | Détails | Création Denis Joulain adoptée par délibération municipale du 18 mars 2018. |

| Blason de Martainville | Blason  | Parti : au 1er de sinople à un épi de blé d'or posé en bande, au 2d d'argent à trois fasces ondées d'azur et à deux clés de sable passées en sautoir brochantes ; le tout sommé d'un chef de gueules chargé d'un léopard d'or armé et lampassé d'azur. |
| Blason de Martainville | Détails | Le statut officiel du blason reste à déterminer. |

| Blason de Martot | Blason  | Coupé d'or à l'aigle de sable, et d'un parti de gueules semé de fleurs de lys d'argent et d'azur à la fasce ondée d'argent. |
| Blason de Martot | Détails | Adopté en novembre 2002. |

| Blason de Ménilles | Blason  | De gueules à six billettes d'or ordonnées 3, 2, 1. |
| Blason de Ménilles | Détails | Le statut officiel du blason reste à déterminer.   |

| Blason de Menneval | Blason  | Écartelé : au 1er de gueules à trois roses au naturel tigées et feuillées à dextre d’une pièce d'or, au 2e d'or à l'église du lieu d'argent* essorée, ouverte et ajourée de sable, au 3e d'or à la roue de moulin à eau dans des ondes alésées, le tout d'azur, au 4e de gueules à trois trèfles d'or mal ordonnés. |
| Blason de Menneval | Détails | * Il y a là non-respect de la règle de contrariété des couleurs : ces armes sont fautives (argent sur or). Brevet d'armoiries de 1995. |

| Blason de Merey | Blason  | Écartelé : au 1er de sinople à la feuille de chêne d'or en bande, au 2e d'argent à trois merlettes de sable, à la filière de gueules, au 3e d'argent à la roue de moulin de sable soutenue d'une jumelle ondée alésée d'azur, au 4e de sinople à la hure de sanglier d'or défendue d'argent. |
| Blason de Merey | Détails | Création Denis Joulain. Adopté le 26 septembre 2008. |

| Blason de Mesnil-Rousset | Blason  | De gueules à trois besants d'or surmontés d'un lambel du même, au comble du champ chargé de l'inscription MESNIL ROUSSET en lettres capitales du second. |
| Blason de Mesnil-Rousset | Détails | Le statut officiel du blason reste à déterminer. |

| Blason de Mesnil-Verclives | Blason  | D'argent au chevron de gueules accompagné de trois trèfles de sinople; au chef d'azur chargé d’un lambel d'hermine. |
| Blason de Mesnil-Verclives | Détails | Créé par JF Binon.Documents Mairie 2022.                                                                            |

| Blason de Montfort-sur-Risle | Blason  | De gueules au sautoir d'or.                      |
| Blason de Montfort-sur-Risle | Détails | Le statut officiel du blason reste à déterminer. |

| Blason de Montreuil-l'Argillé | Blason  | D'argent à la fasce d'azur.                                 |
| Blason de Montreuil-l'Argillé | Détails | Armes des De Giroie, anciens seigneurs nobiliaires du lieu. |

| Blason de Mouettes | Blason  | D'azur à une aigle couronnée à l'antique d'or.                                 |
| Blason de Mouettes | Détails | Armes de la famille de Missy. Le statut officiel du blason reste à déterminer. |

| Blason de Mousseaux-Neuville | Blason  | Parti de sinople au cerf contourné d'or, au chef cousu de gueules à deux léopards d'or l'un au-dessus de l'autre ; et de gueules à la gerbe de blé d'or, au chef cousu de sinople à la coquille d'or ; au pal diminué d'argent, alésé et aiguisé en chef brochant sur la partition. |
| Blason de Mousseaux-Neuville | Détails | * Il y a là non-respect de la règle de contrariété des couleurs : ces armes sont fautives. Création de Denis Joulain, en compagnie de l'équipe municipale, adoptée en novembre 2013.                                                                                                |

| Blason de Muids | Blason  | D'argent à la fasce de sable, au chef de sinople chargé d'un croissant d'or accosté de deux feuilles de chêne du même. Devise / Cri« in modio omnia sunt amoena » (à Muids tout est bon). |
| Blason de Muids | Détails | Adopté le 24 juillet 1943 (L'Eure des blasons, Denis Joulain) |

| Blason de Muzy | Blason  | D'azur au chevron d'or accompagné de trois dauphins d'argent, ceux en chef adossés et celui en pointe contourné.                |
| Blason de Muzy | Détails | Armes de la famille de Guenet, dont sont issus les derniers seigneurs du lieu. Le statut officiel du blason reste à déterminer. |
| Blason de Muzy | Alias   | D'azur au chevron d'or. |

Pas d'information pour les communes suivantes : Mainneville, Malleville-sur-le-Bec, Manneville-la-Raoult, Manneville-sur-Risle, Manthelon, Marais-Vernier (Eure), Marbois, Marcilly-la-Campagne, Martagny, Mélicourt, Ménesqueville, Mercey, Mesnil-en-Ouche, Le Mesnil-Fuguet, Le Mesnil-Hardray, Le Mesnil-Jourdain,Le Mesnil-Saint-Jean, Mesnil-sous-Vienne, Mesnil-sur-l'Estrée, Mesnils-sur-Iton, Mesnil-Verclives, Mézières-en-Vexin, Miserey, Moisville, Montaure, Les Monts du Roumois, Morainville-Jouveaux, Morgny, Morsan, Mouflaines.
- Haut – A
- B
- C
- D
- E
- F
- G
- H
- I
- J
- K
- L
- M
- N
- O
- P
- Q
- R
- S
- T
- U
- V
- W
- X
- Y
- Z

## N
| Blason de Nassandres | Blason  | Parti d'or au lion de sable, au chef d'azur chargé de trois fleurs de lis d'argent ; et d'azur à la fleur de lis d'or. |
| Blason de Nassandres | Détails | Le statut officiel du blason reste à déterminer.                                                                       |

| Blason de Neubourg (Le) | Blason  | Bandé de gueules et d'or. Devise / CriTravail vaut Richesse |
| Blason de Neubourg (Le) | Détails | Blason de Robert du Neubourg, 1er baron du lieu.            |

| Blason de Neaufles-Saint-Martin | Blason  | Parti de gueules à la croix percée du lieu de type celtique d'or, et de sable à la tour ronde du lieu d'or ajourée du champ posée sur une terrasse cousue d'azur ; le tout sommé d'un chef d'azur chargé de trois fleurs de lys d'or surmontées d'un lambel d'argent. |
| Blason de Neaufles-Saint-Martin | Détails | * Ces armes emploient le terme « cousu » dans le seul but de contrevenir à la règle de contrariété des couleurs : elles sont fautives (azur sur sable). Création de l'Association Généalogique et Héraldique des Deux Vexins. Adopté le 1er mars 2002.                |

| Blason de Neuilly | Blason  | De gueules à cinq épis de blé d'or 3.2, à la croisette potencée d'argent brochant sur le tout, surchargée d'un besant du même. |
| Blason de Neuilly | Détails | Création Denis Joulain à l’initiative de Mme B. Ropars. Adopté le 8 janvier 2010.                                              |

| Blason de Neuve-Lyre (La) | Blason  | D'azur à la lyre d'argent.                                        |
| Blason de Neuve-Lyre (La) | Détails | Armes parlantes. Le statut officiel du blason reste à déterminer. |

| Blason de Neuville-du-Bosc (La) | Blason  | D'azur semé de billettes d'or, au lion du même brochant. |
| Blason de Neuville-du-Bosc (La) | Détails | Le statut officiel du blason reste à déterminer.         |

| Blason de Nogent-le-Sec | Blason  | Parti de sinople à trois croissants d'or, et d'argent au serpent d'azur ondoyant en barre; le tout au chef de gueules chargé d'un léopard d'or, armé et lampassé d'azur. |
| Blason de Nogent-le-Sec | Détails | Créé par JF Binon. Sur PanneauPocket 2023 |

| Blason de Nonancourt | Blason  | Parti d'or à une étoile de sable accompagnée de trois besants de gueules, et de France. |
| Blason de Nonancourt | Détails | Le statut officiel du blason reste à déterminer.                                        |

| Blason de Noyers | Blason  | D'azur au pal bretessé d'or maçonné de sable et chargé d'une vergette du même, au chef du second chargé de deux léopards affrontés de gueules. |
| Blason de Noyers | Détails | Création MM de Saint-Raymond et Wendel. Déposé le 22 mai 1993.                                                                                 |

Pas d'information pour les communes suivantes : Nagel-Séez-Mesnil, Nassandres sur Risle, Neaufles-Auvergny, La Neuve-Grange, Neuville-sur-Authou, Noards, La Noë-Poulain, Nojeon-en-Vexin, Normanville (Eure), Notre-Dame-d'Épine, Notre-Dame-de-l'Isle, Notre-Dame-du-Hamel, Le Noyer-en-Ouche
- Haut – A
- B
- C
- D
- E
- F
- G
- H
- I
- J
- K
- L
- M
- N
- O
- P
- Q
- R
- S
- T
- U
- V
- W
- X
- Y
- Z

## O
| Blason de Orvaux | Blason  | D'argent à l'écusson de sinople accompagné de trois lionceaux de gueules chacun tenant entre leur patte antérieure senestre un trèfle de sinople ; au chef componé d'or et de gueules de quatre points, chaque compon d'or chargé d'une feuille de chêne de sinople et chaque compon de gueules d'un épi de blé feuillé de deux pièces d'or. |
| Blason de Orvaux | Détails | Adopté le 23 septembre 2000. La commune a fusionné avec le Mesnil-Hardray et le Fresne pour former la commune nouvelle du Val-Doré. |

Pas d'information pour les communes suivantes : Ormes (Eure)

## P
| Blason de Pacy-sur-Eure | Blason  | Parti: au 1er d'azur au senestrochère armé d'or, mouvant de dextre, tenant une épée d'argent garnie d'or et au dextrochère d'argent mouvant de senestre, paré d'or et tenant une crosse d'argent [Saint-Aquilin], au 2e d'argent à une rose de gueules [Pacy-sur-Eure]; le tout sommé d'un chef de gueules chargé de deux léopards affrontés d’or armés et lampassés d’azur. |
| Blason de Pacy-sur-Eure | Détails | Création Denis Joulain pour la commune nouvelle (créée le 1er janvier 2017). Adopté le 28 février 2017. |

| Blason de Perriers-la-Campagne | Blason  | Parti: au 1er coupé au I tranché de gueules et d'azur à deux léopards d'or rangés en barre, au II d'argent au poirier de sinople, au 2e burelé d'argent et de sable. |
| Blason de Perriers-la-Campagne | Détails | Création Christian Juin. Adopté le 14 juin 2012. |

| Blason de Piencourt | Blason  | Parti: au 1 de gueules à un taureau arrêté d'or, au 2 de sinople à trois mains dextres appaumées d'argent; le tout au chef d'azur semé de mouchetures d'hermine d'or, à la croix de gueules brochante |
| Blason de Piencourt | Détails | Créé par JF Binon. Sur PanneauPocket 2023. |

| Blason de Piseux | Blason  | Parti: au 1er d'azur au puits d'argent maçonné de sable, au 2e d'or à deux épées d'azur, garnies d'argent et passées en sautoir; le tout sommé d'un chef de gueules au léopard d'or armé et lampassé d'azur. |
| Blason de Piseux | Détails | Le statut officiel du blason reste à déterminer. |

| Blason de Pîtres | Blason  | De gueules à trois pals alésés, aiguisés en chef d'or; au chef cousu d'azur chargé de deux étoiles d'argent.                                                   |
| Blason de Pîtres | Détails | * Il y a là non-respect de la règle de contrariété des couleurs : ces armes sont fautives (azur sur gueules). Le statut officiel du blason reste à déterminer. |

| Blason de Plainville | Blason  | Tiercé en pairle renversé: au 1er de gueules à deux léopards d'or, armés et lampassés d'azur, l'un au-dessus de l'autre, au 2e d'azur à la gerbe de blé d'or, au 3e d'argent au taureau arrêté de gueules. |
| Blason de Plainville | Détails | Le statut officiel du blason reste à déterminer. |

| Blason de Plasnes | Blason  | De sinople aux deux burèles d'argent, accompagnées en chef de deux feuilles de platane d'or, en pointe de deux fermaux aussi d'or et en abîme d'une chapelle d'argent essorée et ajourée de sable. |
| Blason de Plasnes | Détails | Armes parlantes. Le nom du village, Plasnes, est issu d'une ancienne forme du nom du platane. Brevet d'armoiries, 2003.                                                                            |

| Blason de Plessis-Grohan (Le) | Blason  | D'azur aux quatre chaînes d'or en sautoir mouvant des angles de l'écu et attachées à un anneau du même en cœur, accompagnées en chef d'une tête de lion arrachée d'or, en pointe d'une poire du même à dextre d’un aqueduc d’argent maçonné de sable ouvert et ajouré du champ et à senestre d'une église aussi d'argent ouverte aussi du champ. |
| Blason de Plessis-Grohan (Le) | Détails | Brevet d'armoiries, 1998. |

| Blason de Le Plessis-Hébert | Blason  | D'azur à la bande d'argent chargée d'une croisette de Malte de gueules, posée à plomb, accompagnée en chef d'une étoile et en pointe d'un lion le tout d'argent. |
| Blason de Le Plessis-Hébert | Détails | Création Denis Joulain. Adopté en novembre 2012. |

| Blason de Pont-Audemer | Blason  | De gueules à un pont de trois arches d'argent sur une rivière du même mouvant de la pointe, au chef cousu de France . |
| Blason de Pont-Audemer | Détails | Armes parlantes. Le statut officiel du blason reste à déterminer.                                                     |

| Blason de Pont-de-l'Arche | Blason  | De gueules, à un pont de trois arches d'argent mouvant d'une mer de sinople, sommé d'une croix latine d'or accostée de deux tours couvertes aussi d'argent, au chef cousu de France. |
| Blason de Pont-de-l'Arche | Détails | Armes parlantes. Le statut officiel du blason reste à déterminer. |

| Blason de Port-Mort | Blason  | Écartelé : au 1er de gueules à deux léopards d'or l'un au-dessus de l'autre, au 2e d'or au cep de vigne au naturel fruité de gueules, au 3e d'or à la nef de sable habillée de gueules voguant sur trois burelles ondées et alésées d'azur, au 4e de France. |
| Blason de Port-Mort | Détails | Conflit héraldique : le blasonnement mentionne un cep de vigne "fruitée de gueules" ; le dessin le représente aux fruits violets. Le statut officiel du blason reste à déterminer.                                                                           |

| Blason de La Poterie-Mathieu | Blason  | De gueules à la bande d'or.                      |
| Blason de La Poterie-Mathieu | Détails | Le statut officiel du blason reste à déterminer. |

| Blason de Prey | Blason  | Mi-parti: au 1er de gueules à trois maillets d'argent, au 2e de gueules à trois bandes d'or; le tout sommé d'un chef cousu d'azur chargé d'un lion léopardé d'or. |
| Blason de Prey | Détails | Le statut officiel du blason reste à déterminer. |

| Blason de Pullay | Blason  | Tiercé en pairle renversé: au 1er de gueules à deux léopards d'or, armés et lampassés d'azur, l'un au-dessus de l'autre, au 2e de sinople à trois pommes d'or feuillées du même, au 3e d'argent à la fasce ondée d'azur, au puits du lieu d'or, brochant et accosté de deux épis de blé du même, chargeant la fasce, celui de dextre posé en barre et celui de senestre en bande. |
| Blason de Pullay | Détails | Le statut officiel du blason reste à déterminer. |

Pas d'information pour les communes suivantes : Panilleuse, Parville, Le Perrey, Perriers-sur-Andelle, Perruel, Pinterville, Les Places, Le Planquay, Le Plessis-Sainte-Opportune, Pont-Authou, Pont-Saint-Pierre, Porte-de-Seine, Porte-Joie,  Portes, Poses, Les Préaux, Pressagny-l'Orgueilleux, Puchay, La Pyle
- Haut – A
- B
- C
- D
- E
- F
- G
- H
- I
- J
- K
- L
- M
- N
- O
- P
- Q
- R
- S
- T
- U
- V
- W
- X
- Y
- Z

## Q
| Blason de Quillebeuf-sur-Seine | Blason  | De gueules au boeuf d'or surmonté de trois fleurs de lis du même rangées en chef. |
| Blason de Quillebeuf-sur-Seine | Détails | Armes parlantes. Le statut officiel du blason reste à déterminer.                 |

Pas d'information pour les communes suivantes : Quatremare, Quessigny, Quittebeuf

## R
| Blason de Reuilly | Blason  | D'azur au chevron d'argent accompagné de trois molettes d'éperon d'or. |
| Blason de Reuilly | Détails | Le statut officiel du blason reste à déterminer.                       |

| Blason de Roman | Blason  | Parti: au 1er d'azur à la silhouette d'église d'argent mouvant des flancs, au clocher central au-dessus de la chapelle en saillie, surmontant un filet en forme d’onde creuse du même, à la champagne de gueules chargée de trois épis de blé rangés en fasce et alternant avec deux fleurs de colza, le tout d'or, au 2e de gueules au léopard lionné d'or. |
| Blason de Roman | Détails | Création de Jean-François Zapata. |

| Blason de Romilly-la-Puthenaye | Blason  | Coupé: au 1er de gueules fretté d'argent à la tête de loup coupée d'or brochante; au 2e de sinople à trois gerbes de blé d'or rangées en fasce, à la plaine cousue d'azur. |
| Blason de Romilly-la-Puthenaye | Détails | * Il y a là non-respect de la règle de contrariété des couleurs : ces armes sont fautives (azur sur sinople). Création Christian Juin. Adopté le 15 février 2013.          |

| Blason de Romilly-sur-Andelle | Blason  | Écartelé : au 1er de gueules au léopard d'or, au 2e d'azur au léopard d'argent, au 3e d'azur à la harpe d'argent cordée de sable, au 4e de gueules à la roue dentée de huit pièces d'or mouvant de trois ondes d'azur. |
| Blason de Romilly-sur-Andelle | Détails | * Il y a là non-respect de la règle de contrariété des couleurs : ces armes sont fautives (azur sur gueules). Le statut officiel du blason reste à déterminer.                                                         |

| Blason de Rougemontiers | Blason  | De gueules à la cotice en barre d'or, accompagnée en chef d'une chaumière normande d'argent aux colombages de sable soutenue à dextre d'une rose aussi d'argent, pointée d'azur, sommée de trois épis d'argent en sautoir et en pal, et en pointe de deux léopards aussi d'or rangés en barre. |
| Blason de Rougemontiers | Détails | Le statut officiel du blason reste à déterminer. |

| Blason de Routot | Blason  | De sable au chevron abaissé d'argent accompagné en chef d'une étoile du même flanquée de deux épis d'or, et en pointe d'un boisseau du même. |
| Blason de Routot | Détails | Le statut officiel du blason reste à déterminer.                                                                                             |

| Blason de Rouvray | Blason  | Taillé d'azur à saint Martin à cheval partageant son manteau avec un mendiant, le tout d'argent, et de gueules aux deux léopards d'or rangés en barre ; à la cotice d'argent chargée de trois feuilles de chêne de sinople, brochant sur la partition. |
| Blason de Rouvray | Détails | Création Patrick Heitz et Denis Joulain. Adopté le 11 mars 2009. |

| Blason de Rugles | Blason  | D'argent à trois quintefeuilles de gueules.      |
| Blason de Rugles | Détails | Le statut officiel du blason reste à déterminer. |

Pas d'information pour les communes suivantes : Radepont, Renneville (Eure), Richeville, Le Roncenay-Authenay, La Roquette (Eure), Rosay-sur-Lieure, Rouge-Perriers, La Roussière
- Haut – A
- B
- C
- D
- E
- F
- G
- H
- I
- J
- K
- L
- M
- N
- O
- P
- Q
- R
- S
- T
- U
- V
- W
- X
- Y
- Z

## S
| Blason de Sacquenville | Blason  | D'hermines à l’aigle de gueules au vol abaissé, becquée et membrée d'azur. |
| Blason de Sacquenville | Détails | Le statut officiel du blason reste à déterminer.                           |

| Blason de Saint-Agnan-de-Cernières | Blason  | Parti: au 1er coupé au I de gueules à trois besants d'or et au II d'azur à la truite d'argent posée en bande, au 2e d'or à la crosse de sable. |
| Blason de Saint-Agnan-de-Cernières | Détails | Création Jean François Binon. Adopté le 27 juin 2010.                                                                                          |

| Blason de Saint-André-de-l'Eure | Blason  | A deux écus accolés : - le premier : Écartelé de France et d'argent à la cotice en barre de sable brochant, un filet en croix d'or brochant sur la partition ; sur le tout de sable plain. - le deuxième : écartelé d'un palé de gueules et de sinople, et d'argent au lion d'or ; sur le tout d'or plain. |
| Blason de Saint-André-de-l'Eure | Détails | * Il y a là non-respect de la règle de contrariété des couleurs : ces armes sont fautives (or sur argent). Le statut officiel du blason reste à déterminer. |

| Blason de Saint-Aquilin-de-Pacy | Blason  | D'azur au senestrochère armé d'or mouvant de dextre, tenant une épée d'argent garnie aussi d'or et au dextrochère aussi d'argent paré d'or, mouvant de senestre, tenant une crosse d'argent. |
| Blason de Saint-Aquilin-de-Pacy | Détails | Brevet d'armoiries de 1999. |

| Blason de Saint-Christophe-sur-Avre | Blason  | Parti : au 1er de sinople à saint Christophe portant l'enfant Jésus sur l’épaule au naturel marchant dans une mer du champ*, au 2d coupé, au I de gueules à deux léopards d'or armés et lampassés d'azur l'un au-dessus de l'autre, au II d'argent à une tour ruinée de tenné, maçonnée de sable et ouverte du champ. |
| Blason de Saint-Christophe-sur-Avre | Détails | Armes parlantes. Le statut officiel du blason reste à déterminer. |

| Blason de Saint-Christophe-sur-Condé | Blason  | Tiercé en pairle renversé: au 1er de gueules à deux léopards d'or, armés et lampassés d'azur, l'un au-dessus de l'autre, au 2e d'azur au dauphin d'argent, au 3e de sinople à saint Christophe d'or portant Jésus sur l’épaule, marchant dans des ondes d'azur. |
| Blason de Saint-Christophe-sur-Condé | Détails | * Il y a là non-respect de la règle de contrariété des couleurs : ces armes sont fautives (azur sur sinople). Armes parlantes. Création Jean-François Binon. Adopté en juin 2016.                                                                               |

| Blason de Saint-Denis-le-Ferment | Blason  | D'azur à la bande ondée d'argent, à l'estrez engrêlé d'or chargé de huit tourteaux de sable, deux sur chaque branche de la croix, brochant sur le tout ; sur le tout du tout, de gueules à deux léopards d'or l'un sur l'autre, armés et lampassés d'azur. |
| Blason de Saint-Denis-le-Ferment | Détails | Création de l’Association Héraldique et Généalogique des Deux Vexin (AHGDDV). Adopté le 26 juin 2015. |

| Blason de Saint-Élier | Blason  | D'argent à la bande d'azur frettée d'or.         |
| Blason de Saint-Élier | Détails | Le statut officiel du blason reste à déterminer. |

| Blason de Saint-Étienne-du-Vauvray | Blason  | Bandé d'or et de gueules de huit pièces, à l'arbre arraché de sinople brochant sur le tout. |
| Blason de Saint-Étienne-du-Vauvray | Détails | Brevet d'armoiries, 1995.                                                                   |

| Blason de Saint-Georges-du-Vièvre | Blason  | D’azur à Saint Georges de carnation en cotte de fer, surcot et cape de gueules, chevauchant un destrier cabré d’argent et terrassant d’une croix latine à longue hampe de sable ferrée du même une vouivre aussi de sable dressée, le tout contourné posé sur une motte d’or mouvant de la pointe de l’écu, la motte brochant sur un marécage de sinople. |
| Blason de Saint-Georges-du-Vièvre | Détails | * Il y a là non-respect de la règle de contrariété des couleurs : ces armes sont fautives (sinople sur azur). Armes parlantes. Création M Rabillon. Adopté le 3 décembre 1993. |

| Blason de Saint-Georges-Motel | Blason  | Divisé en chevron: au 1er d’azur à deux fleurs de lis d’or, au 2e de gueules à la tour d’argent accolée d’un dragon rampant du même transpercé d’une épée abaissée en barre d’argent garnie d’or, la tour et le dragon soutenus de deux léopards affrontés d’or; à l’étai du même brochant sur la partition. |
| Blason de Saint-Georges-Motel | Détails | Création Denis Joulain. Adopté le 10 février 2012. |

| Blason de Saint-Germain-sur-Avre | Blason  | D'azur à l'étai accompagné de deux flanchis en chef et d'une gerbe de blé en pointe, le tout d'or, à la bordure d'argent chargée de huit besants de gueules. |
| Blason de Saint-Germain-sur-Avre | Détails | Création Association Héraldique des Deux Vexins (2000). |

| Blason de Saint-Grégoire-du-Vièvre | Blason  | Parti: au 1er d'azur à la croix ancrée d'argent, au 2e de gueules à deux léopards d'or, armés et lampassés d'azur, l'un au-dessus de l'autre; le tout au chef échiqueté d'argent et de sable, chargé de deux clés d'or passées en sautoir. |
| Blason de Saint-Grégoire-du-Vièvre | Détails | Le statut officiel du blason reste à déterminer. |

| Blason de Saint-Laurent-des-Bois | Blason  | Divisé en chevron: au 1er de gueules au léopard d'or, armé et lampassé d'azur à dextre et à la molette d'éperon d'or à senestre, au 2e de sinople à saint Laurent du même; au chevron d'argent brochant sur la partition, chargé d'un trèfle de sinople accompagné de deux feuilles de chêne du même posées dans le sens du chevron. |
| Blason de Saint-Laurent-des-Bois | Détails | Armes parlantes. Création Denis Joulain. Adopté le 29 juin 2015. |

| Blason de Saint-Luc | Blason  | D'argent au chevron d'azur chargé de onze besants d'or, accompagné, en chef à dextre, d'un rencontre de taureau, en chef à senestre, d'une rose et, en pointe, d'une navette de tisserand posée en pal, le tout de gueules. |
| Blason de Saint-Luc | Détails | Armes parlantes. Saint Luc est symbolisé par le taureau. Création M. Marquigny et D. Joulain. Adopté en avril 2003. |

| Blason de Saint-Marcel | Blason  | Parti: au 1er de gueules à deux léopards d'or, l'un au-dessus de l'autre, au 2e coupé au I d'argent à trois cerises feuillées au naturel senestrées d'une grappe de raisin d'or feuillée au naturel, au II d'argent à l'église d'or, essorée et ouverte de sable, au bosquet de trois arbres de sinople brochant à dextre, le tout sur une terrasse du même. |
| Blason de Saint-Marcel | Détails | Le statut officiel du blason reste à déterminer. |

| Blason de Saint-Mards-de-Blacarville | Blason  | D'argent à la tour romane de Saint Mards de sable, posée sur une terrasse de sinople; au franc-canton senestre de gueules chargé de deux léopards d'or, armés et lampassés d'azur, l'un au-dessus de l'autre. |
| Blason de Saint-Mards-de-Blacarville | Détails | Devise: « sursum corda » (haut les cœurs). Adopté le 6 novembre 1998. |

| Blason de Saint-Meslin-du-Bosc | Blason  | D'argent au pommier de sinople, fruité de gueules, accosté de deux lions affrontés du même; au chef de sable chargé de trois abeilles d'or. |
| Blason de Saint-Meslin-du-Bosc | Détails | Brevet d’armoiries du Conseil Français d'Héraldique, 2014                                                                                   |

| Blason de Saint-Ouen-du-Tilleul | Blason  | Écartelé, au premier et au quatrième d'azur à la bande d'argent chargée de cinq losanges aboutées de gueules, accompagnée de deux molettes d'or, au deuxième et au troisième d'argent à deux fasces de gueules. |
| Blason de Saint-Ouen-du-Tilleul | Détails | Le statut officiel du blason reste à déterminer. |

| Blason de Saint-Pierre-d'Autils | Blason  | D'azur, aux deux clefs d'argent passées en sautoir, cantonnées de deux fleurs de lys d'or, une en chef et une en pointe, et de deux grappes de raisins du même aux flancs. |
| Blason de Saint-Pierre-d'Autils | Détails | Armes parlantes. (clés de Saint-Pierre) Le statut officiel du blason reste à déterminer.                                                                                   |

| Blason de Saint-Pierre-de-Bailleul | Blason  | De gueules à une clef d'or et à une épée du même, posées en sautoir, cantonnées de trois fleurs de lys d'argent en chef et aux flancs et d'une grappe de raisin tigée et feuillée au naturel en pointe. |
| Blason de Saint-Pierre-de-Bailleul | Détails | Armes parlantes. (clés de Saint-Pierre) Le statut officiel du blason reste à déterminer. |

| Blason de Saint-Pierre-du-Bosguérard | Blason  | D'azur au chevron accompagné en chef de deux fleurs de marguerite et en pointe d'une croisette, le tout d'or. |
| Blason de Saint-Pierre-du-Bosguérard | Détails | Le statut officiel du blason reste à déterminer.                                                              |

| Blason de Saint-Pierre-des-Fleurs | Blason  | D'azur aux deux clefs d'or passées en sautoir, au chef d'argent chargé de trois roses de gueules. |
| Blason de Saint-Pierre-des-Fleurs | Détails | Armes parlantes. Création C. Buisson. En usage depuis le 12 mai 1967.                             |

| Blason de Saint-Pierre-du-Val | Blason  | Écartelé: au 1er d'azur à deux églises en ombre et essorées de sable, ouvertes et ajourées d'or et rangées en bande, au 2e de gueules à deux léopards d'or l'un au-dessus de l'autre, au 3e d'or à la pomme tigée et feuillée d'une pièce de sinople, au 4e de sinople à la vache normande au naturel, la tête de front; à la rivière en divise d'azur, agitée d'argent et brochant sur le trait du coupé. |
| Blason de Saint-Pierre-du-Val | Détails | Le statut officiel du blason reste à déterminer. |

| Blason de Saint-Pierre-du-Vauvray | Blason  | D'azur à la barre partie de gueules et d'argent, accompagnée en chef d'une étoile d'or et en pointe de deux clés d'argent passées en sautoir. |
| Blason de Saint-Pierre-du-Vauvray | Détails | Le statut officiel du blason reste à déterminer.                                                                                              |

| Blason de Saint-Pierre-la-Garenne | Blason  | D'argent à trois chevrons de gueules accompagnés de trois coquilles du même. |
| Blason de Saint-Pierre-la-Garenne | Détails | Adopté en 1998.                                                              |

| Blason de Saint-Vincent-des-Bois | Blason  | D'azur au chevron d'or, rompu à senestre, accompagné en chef à dextre d'une grappe de raisin, à senestre d'une coquille et en pointe d'un lion, le tout du même; à l'écusson d'argent chargé d'une croisette pattée à huit pointes de gueules, brochant sur le tout. |
| Blason de Saint-Vincent-des-Bois | Détails | Le statut officiel du blason reste à déterminer. |

| Blason de Saint-Vincent-du-Boulay | Blason  | Parti: au 1er d'argent à la grappe de raisin de pourpre tigée et feuillée au naturel, au 2e d’azur au bouleau au naturel; au chef de gueules chargé d’un léopard d’or armé et lampassé d’azur. |
| Blason de Saint-Vincent-du-Boulay | Détails | Adopté en février 2023. |

| Blason de Sainte-Barbe-sur-Gaillon | Blason  | Écartelé: au 1er d'azur à la tour couverte d'argent, au 2e d'or au huchet de sable, au 3e d'or au foudre de gueules posé en pal, au 4e d'azur à l'église du lieu d'argent. Devise / CriVigor non sinceritam adaequat (la force n'égale pas la sincérité) |
| Blason de Sainte-Barbe-sur-Gaillon | Détails | Le statut officiel du blason reste à déterminer. |

| Blason de Sainte-Colombe-la-Commanderie | Blason  | Parti: au 1) de gueules à deux léopards d'or, armés et lampassés d'azur, l'un au-dessus de l'autre et entre deux fasces d'or et au chef d'argent chargé d'une croisette pattée de gueules, au 2) d'argent à une croix de Malte de sable et au chef d'azur chargé d'une colombe essorante d'argent. |
| Blason de Sainte-Colombe-la-Commanderie | Détails | Créé par JF Binon. Sur PanneauPocket 2023. |

| Blason de Sainte-Colombe-près-Vernon | Blason  | D'azur à la tierce ondée d'argent surmontée d'une colombe éployée d'or et soutenue d'un fer de moulin du même. |
| Blason de Sainte-Colombe-près-Vernon | Détails | Armes parlantes. (colombe) Le statut officiel du blason reste à déterminer.                                    |

| Blason de Sainte-Geneviève-lès-Gasny | Blason  | D'argent à trois merlettes de sable, à la bordure de gueules. |
| Blason de Sainte-Geneviève-lès-Gasny | Détails | Adopté en 2000.                                               |

| Blason de Sassey | Blason  | D'azur à trois licornes acculées d'argent surmontées d'un vol étendu du même. |
| Blason de Sassey | Détails | Le statut officiel du blason reste à déterminer.                              |

| Blason de Saussay-la-Campagne | Blason  | De sable à trois croisettes au pied fiché d'argent accompagnées de trois gerbes mal ordonnées d'or; au chef cousu d'azur chargé d'une vache accolée et clarinée d'or. |
| Blason de Saussay-la-Campagne | Détails | * Il y a là non-respect de la règle de contrariété des couleurs : ces armes sont fautives (azur sur sinople). Le statut officiel du blason reste à déterminer.        |

| Blason de La Saussaye | Blason  | Coupé de un parti de trois : au I fascé d'argent et de gueules de huit pièces, au II d'azur semé de fleurs de lis d'or brisé en chef d'un lambel de gueules, au III d'argent à la croix potencée d'or et cantonnée de quatre croisettes du même, au IV d'or à quatre pals de gueules, au V d'azur semé de fleurs de lis d'or, à la bordure de gueules, au VI d'azur au lion contourné d'or à la queue fourchue, armé, lampassé et couronné de gueules, au VII d'or au lion de sable, armé et lampassé de gueules, au VIII d'azur semé de croisettes recroisetées au pied fiché d'or, à deux bars adossés du même brochants, sur le tout d'or à la bande de gueules chargée de trois alérions d'argent. [Armes pleines de Lorraine]; au lambel de gueules brochant; le tout enfermé dans une bordure de gueules chargée de huit besants d'or. |
| Blason de La Saussaye | Détails | Différences entre dessin et blasonnement : un lambel en II?. Le statut officiel du blason reste à déterminer. |

| Blason de Serquigny | Blason  | Écartelé, au premier et au quatrième de gueules à deux léopards d'or l'un sur l'autre, au deuxième d'or à deux fasces de gueules, au troisième d'or à trois chevrons de gueules. |
| Blason de Serquigny | Détails | Le statut officiel du blason reste à déterminer. |

| Blason de Surville | Blason  | D'azur aux trois marteaux contournés d'argent, à la bordure cousue de gueules.                                                                                 |
| Blason de Surville | Détails | * Il y a là non-respect de la règle de contrariété des couleurs : ces armes sont fautives (gueules sur azur). Le statut officiel du blason reste à déterminer. |

| Blason de Suzay | Blason  | D'azur au chevron accompagné en chef de deux étoiles et en pointe d’une belette passante, le tout d'or. |
| Blason de Suzay | Détails | Le statut officiel du blason reste à déterminer.                                                        |

| Blason de Sylvains-les-Moulins | Blason  | De sinople à la barre ondée d'argent, accompagnée en chef d'une roue de moulin à eau d'or, dans des ondes alésées du même et en pointe d'un sapin arraché d'or. |
| Blason de Sylvains-les-Moulins | Détails | Armes parlantes. Brevet d'armoiries, 1995. |

Pas d'information pour les communes suivantes : Le Sacq, Saint-Amand-des-Hautes-Terres, Saint-Antonin-de-Sommaire, Saint-Aubin-d'Écrosville, Saint-Aubin-de-Scellon, Saint-Aubin-des-Hayes, Saint-Aubin-du-Thenney, Saint-Aubin-le-Guichard, Saint-Aubin-le-Vertueux, Saint-Aubin-sur-Gaillon, Saint-Aubin-sur-Quillebeuf, Saint-Benoît-des-Ombres, Saint-Clair-d'Arcey, Saint-Cyr-de-Salerne, Saint-Cyr-la-Campagne, Saint-Denis-d'Augerons, Saint-Denis-des-Monts, Saint-Denis-du-Béhélan, Saint-Didier-des-Bois, Saint-Éloi-de-Fourques, Saint-Étienne-l'Allier, Saint-Étienne-sous-Bailleul, Saint-Georges-du-Mesnil, Saint-Germain-de-Fresney, Saint-Germain-de-Pasquier, Saint-Germain-des-Angles, Saint-Germain-la-Campagne, Saint-Germain-Village, Saint-Jean-de-la-Léqueraye, Saint-Jean-du-Thenney, Saint-Julien-de-la-Liègue, Saint-Just (Eure), Saint-Laurent-du-Tencement, Saint-Léger-de-Rôtes, Saint-Léger-du-Gennetey, Saint-Maclou (Eure), Saint-Mards-de-Fresne, Saint-Martin-du-Tilleul, Saint-Martin-la-Campagne, Saint-Martin-Saint-Firmin, Saint-Nicolas-d'Attez, Saint-Nicolas-du-Bosc, Saint-Ouen-d'Attez, Saint-Ouen-de-Pontcheuil, Saint-Ouen-de-Thouberville, Saint-Ouen-des-Champs, Saint-Paul-de-Fourques, Saint-Philbert-sur-Boissey, Saint-Philbert-sur-Risle, Saint-Pierre-de-Cernières, Saint-Pierre-de-Cormeilles, Saint-Pierre-de-Salerne, Saint-Pierre-des-Ifs (Eure), Saint-Pierre-du-Mesnil, Saint-Quentin-des-Isles, Saint-Samson-de-la-Roque, Saint-Sébastien-de-Morsent, Saint-Siméon (Eure), Saint-Sulpice-de-Grimbouville, Saint-Sylvestre-de-Cormeilles, Saint-Symphorien (Eure), Saint-Thurien (Eure), Saint-Victor-d'Épine, Saint-Victor-de-Chrétienville, Saint-Victor-sur-Avre, Saint-Vigor, Sainte-Croix-sur-Aizier, Sainte-Marguerite-de-l'Autel, Sainte-Marguerite-en-Ouche, Sainte-Marie-de-Vatimesnil, Sainte-Marthe (Eure), Sainte-Opportune-du-Bosc, Sainte-Opportune-la-Mare, Sancourt (Eure), Sébécourt, Selles (Eure), Serez, Surtauville
- Haut – A
- B
- C
- D
- E
- F
- G
- H
- I
- J
- K
- L
- M
- N
- O
- P
- Q
- R
- S
- T
- U
- V
- W
- X
- Y
- Z

## T
| Blason de Thevray | Blason  | Tranché: au 1er de sinople à saint-Martin équestre d'argent, vêtu d'or partageant son manteau avec un mendiant d'argent, au 2e de tenné à la feuille de tilleul fleurie au naturel. |
| Blason de Thevray | Détails | Adopté le 14 septembre 2010. L'Eure des blasons, Denis Joulain. (Nouvelle édition)                                                                                                  |

| Blason de Thiberville | Blason  | De sinople à un cimeterre d'or.                  |
| Blason de Thiberville | Détails | Le statut officiel du blason reste à déterminer. |

| Blason de Thierville | Blason  | Écartelé : au premier de gueules aux deux léopards d’or armés et lampassés d'azur l'un sur l'autre ; au second d'azur à une charrue contournée d'argent ; au troisième d'azur à l'église du lieu au naturel ; au quatrième, de gueules à trois gerbes de blé d'or posées en pairle et accompagnées de sept molettes à 5 pointes aussi d'or, 3, 3 et 1. |
| Blason de Thierville | Détails | Le statut officiel du blason reste à déterminer. |

| Blason de Thil (Le) | Blason  | D'argent à la croix fleurdelisée d'azur, chargée d'un fer de lance d'or, au chef aussi d'azur chargé d'un fer à cheval du champ clouté de sable, accompagné de deux merlettes affrontées aussi d'or. |
| Blason de Thil (Le) | Détails | Création Association Héraldique des Deux Vexin. |

| Blason de Thuit-Anger (Le) | Blason  | D'azur au chevron d'or accompagné, en pointe, d'une roue de quatre rayons du même soutenue d'un massacre de cerf d'argent, au chef engrêlé du même chargé de trois molettes d'éperon de gueules. |
| Blason de Thuit-Anger (Le) | Détails | Conflit héraldique : le blasonnement mentionne trois molettes tandis que le dessin n'en représente que deux. Le statut officiel du blason reste à déterminer.                                    |

| Blason de Thuit-Simer (Le) | Blason  | D'or aux deux bandes de gueules, à un lion d'azur brochant sur le tout, à la filière soudée d'argent. |
| Blason de Thuit-Simer (Le) | Détails | Le statut officiel du blason reste à déterminer.                                                      |

| Blason de Thuit-Signol (Le) | Blason  | D'or, au lion d'azur armé et lampassé de gueules. |
| Blason de Thuit-Signol (Le) | Détails | Le statut officiel du blason reste à déterminer.  |

| Blason de Le Tilleul-Othon | Blason  | Parti: au 1er d'argent au tilleul de sinople, au 2e de gueules à deux fasces d'or; au comble d'azur chargé d'un œil fixant d’argent accosté de deux léopards affrontés d'or. |
| Blason de Le Tilleul-Othon | Détails | Le statut officiel du blason reste à déterminer. |

| Blason de Tillières-sur-Avre | Blason  | D'argent à la bande d'azur chargée de trois billettes d'or, posées à plomb et accompagnée de deux lions de gueules, celui de la pointe contourné. |
| Blason de Tillières-sur-Avre | Détails | Brevet d'armoiries, 1993. |

| Blason de Tilly | Blason  | D'or à la bande d'azur accompagnée, en chef, d'un tilleul arraché de sinople et en pointe d’une fleur de lys de gueules, au franc-canton du même chargé de deux léopards du champ armés et lampassés aussi d'azur l'un sur l'autre. |
| Blason de Tilly | Détails | Armes parlantes. (tilleul) Création Maurice Teumer. Adopté en 1999. |

| Blason de Tournedos-Bois-Hubert | Blason  | Coupé : au 1) parti au I d'azur à l'épée d'or et à l'ancre du même passées en sautoir et au II de gueules à l'épi de blé tigé et feuillé d'or, au 2) de sable fretté d'or. |
| Blason de Tournedos-Bois-Hubert | Détails | Le statut officiel du blason reste à déterminer. |

| Blason de Tourny | Blason  | De gueules à la barre d'argent chargée de trois merlettes d'azur posées à plomb, accompagnée en chef d'une aigle d'or et en pointe d'un léopard du même. |
| Blason de Tourny | Détails | Adopté le 22 décembre 1994. |

| Blason de Tourville-la-Campagne | Blason  | D'azur au chevron d'or, accompagné en chef de deux coquilles d'argent et en pointe d'une tour du même. |
| Blason de Tourville-la-Campagne | Détails | Le statut officiel du blason reste à déterminer.                                                       |

| Blason de Toutainville | Blason  | De gueules à la fasce engrêlée d'or chargée de trois fers à cheval de sable et accompagnée, en chef d'une croisette fleuronnée accostée de deux têtes de chien arrachées, le tout aussi d'or et en pointe d'une tour du même maçonnée aussi de sable. |
| Blason de Toutainville | Détails | Le statut officiel du blason reste à déterminer. |

| Blason de Le Tremblay-Omonville | Blason  | Tiercé en pairle renversé: au 1 de gueules à deux léopards d'or armés et lampassés d'azur, l'un au-dessus de l'autre, au 2 d'argent à un tremble au naturel, au 3 d'azur à une tête de cheval coupée d'or. |
| Blason de Le Tremblay-Omonville | Détails | Créé par JF Binon. Adopté le 1er décembre 2022. |

| Blason à dessiner | Blason  | Tiercé en pairle renversé: au 1er d'azur à deux rivières d'or, au 2e d'azur à trois molettes d'or, au 3e d'azur à la source d'or surmontée d'une amphore du même; au chevron de gueules chargé de deux léopards d'or armés et lampassés d'azur, l'un au-dessus de l'autre, brochant sur la partition. |
| Blason à dessiner | Détails | Utilisé depuis le 1er janvier 2020. |

| Blason de Le Troncq | Blason  | D'azur à la barre d'argent chargée de cinq losanges aboutées de gueules, accompagnée en chef d'une fleur de lis d'or et en pointe d'une molette d'éperon du même. |
| Blason de Le Troncq | Détails | Adopté le 19 juin 2017. Création Maurice Beaucousin |

| Blason de Trouville-la-Haule | Blason  | D'argent au griffon mariné de sinople portant à l'épaule un diamant taillé en losange du champ; chaperonné d'azur et terrassé de sinople. |
| Blason de Trouville-la-Haule | Détails | Création Denis Joulain. Adopté le 13 novembre 2013.                                                                                       |

Pas d'information pour les communes suivantes : Terres de Bord, Le Theil-Nolent, Theillement, Thénouville, Thibouville, Les Thilliers-en-Vexin, Thomer-la-Sôgne, Le Thuit, Le Thuit de l'Oison, Thuit-Hébert, Tilleul-Dame-Agnès, Le Tilleul-Lambert, Tocqueville (Eure), Le Torpt, Tosny, Tostes, Touffreville (Eure), Tournedos-sur-Seine, Tourneville, Tourville-sur-Pont-Audemer, Touville, La Trinité (Eure), La Trinité-de-Réville, La Trinité-de-Thouberville, Triqueville, Les Trois Lacs, Le Tronquay (Eure)
- Haut – A
- B
- C
- D
- E
- F
- G
- H
- I
- J
- K
- L
- M
- N
- O
- P
- Q
- R
- S
- T
- U
- V
- W
- X
- Y
- Z

## V
| Blason de Valailles | Blason  | Écartelé au 1) d'azur au tilleul arraché d'or, au 2) de sinople au bâtiment de ferme à colombage d'argent, ouvert et ajouré de sable, en demi-profil, au 3) de sinople à l'église du lieu constituée d'une nef à deux niveaux terminée par une chapelle axiale, à l'arbre brochant sur le portail et le clocher à senestre, le tout d'argent, au 4) d'azur au bouquet de sept épis de blé feuillé de deux pièces d'or ; à la vergette d'or brochant sur la partition ; sur le tout de gueules à deux léopards d'or armés et lampassés d'azur l'un sur l'autre. |
| Blason de Valailles | Détails | Création Yves Duval, 2007. Adopté le 29 avril 2009. |

| Blason de Val-David (Le) | Blason  | D'argent à la fasce de gueules, accompagnée en chef de trois merlettes de sable et en pointe d'une aigle d'azur. |
| Blason de Val-David (Le) | Détails | Armes de la famille Val-David.                                                                                   |

| Blason de Val-de-Reuil | Blason  | De gueules aux deux ensembles d'immeubles d'argent ajourés de sable mouvant des flancs, l'un de trois pièces de hauteur décroissante en bande à dextre l'autre aussi de trois pièces de hauteur décroissante en barre à senestre, lesdits ensembles reliés par un pont-poutre-voûté à l'étais métallique aussi d'argent, posés sur une rivière mouvant de la pointe chargée de cinq trangles ondées aussi d'argent et surmontés celui de dextre de deux léopards d'or l'un sur l'autre et celui de senestre de trois flèches du même passées en sautoir et en pal pointes en haut. |
| Blason de Val-de-Reuil | Détails | Devise: « créer son devenir ». |

| Blason de Vaudreuil (Le) | Blason  | D'azur à la fasce ondée d'argent, accompagné en chef de trois fleurs de lys d'or et soutenue d'un arc couché du même, à la flèche ajustée d'argent. |
| Blason de Vaudreuil (Le) | Détails | Devise: « vallis rodolii ». |

| Blason de Vandrimare | Blason  | D'azur au chevron d'argent, accompagné en chef de deux merlettes affrontées d'or et en pointe d'une rose tigée et feuillée du même, à la filière aussi d'argent. |
| Blason de Vandrimare | Détails | Le statut officiel du blason reste à déterminer. |

| Blason de Vannecrocq | Blason  | Coupé: au 1) de sinople au chevron renversé d'or chargé d'une chaîne de sable et accompagné de trois têtes de lévrier colleté et bouclé d'argent, au 2) de gueules à deux léopards d'or armés et lampassés d'azur l'un-au-dessus de l'autre |
| Blason de Vannecrocq | Détails | Création J-F Binon. Adoption 2024 |

| Blason de Vaux-sur-Eure | Blason  | D'argent au chevron de gueules accompagné de trois quintefeuilles du même. |
| Blason de Vaux-sur-Eure | Détails | Le statut officiel du blason reste à déterminer.                           |

| Blason de Venables | Blason  | D'azur à deux fasces d'argent, surmontées de trois étoiles d'or rangées en chef. |
| Blason de Venables | Détails | Devise: « Venabulis Vinco » (je vaincs par les épieux).                          |

| Blason de Ventes (Les) | Blason  | De gueules à la bande d’argent chargée de trois trèfles de sinople, accompagnée en chef d’un arbre de multiples troncs d’or, et en pointe d’un dolmen du même. |
| Blason de Ventes (Les) | Détails | Devise: « agere radicem ». |

| Blason de Verneuil-sur-Avre | Blason  | Parti, au premier d'or au lion de gueules au chef d'azur chargé de trois fleurs de lys du champ, au second d'azur à la fleur de lys d'or. |
| Blason de Verneuil-sur-Avre | Détails | Le statut officiel du blason reste à déterminer.                                                                                          |

| Blason de Verneusses | Blason  | Coupé : au 1er parti au I d'azur à une truite d'argent ployée en barre, au II de gueules à deux léopards d'or, lampassés du champ passant et contre-passant l'un au-dessus de l'autre, au 2d de sinople à un dolmen à trois piliers d'argent avec son ombre de sable derrière lui projetée vers senestre. |
| Blason de Verneusses | Détails | Le statut officiel du blason reste à déterminer. |

| Blason de Vernon | Blason  | D'argent aux trois bottes de cresson de sinople liées d'or, au chef d'azur chargé de trois fleurs de lys aussi d'or. Devise / CriDevise: Vernon semper viret (Vernon toujours vert) |
| Blason de Vernon | Détails | Le statut officiel du blason reste à déterminer. |

| Blason de Vesly | Blason  | D'azur au Verseau d'argent symbolisant une source, surmonté à senestre d'une bannière de Saint Maurice d'argent à la croix de gueules, au franc-quartier du même chargé de deux léopards d'or, armés et lampassés du champ, l'un sur l'autre. |
| Blason de Vesly | Détails | Création Maurice Teumer, 1998. |

| Blason de Vieil-Évreux (Le) | Blason  | De gueules à la bande d'or chargée de trois étoiles d'azur posées à plomb, accompagnée de deux colombes d'argent tenant dans leur bec un rameau d'olivier du même. |
| Blason de Vieil-Évreux (Le) | Détails | Le statut officiel du blason reste à déterminer. |

| Blason de Vieille-Lyre (La) | Blason  | Écartelé : au 1) et au 4) de gueules aux cinq fusées d'argent ordonnées 3 et 2 au 2) et 3) de gueules à la rose d'hermine ; sur le tout d'azur à la harpe d'or. |
| Blason de Vieille-Lyre (La) | Détails | Armes parlantes. Le statut officiel du blason reste à déterminer.                                                                                               |

| Blason de Villegats | Blason  | Parti : au 1er de sinople à un crosseron d'argent, au 2d burelé d'argent et d'azur à un rais d'escarboucle d'or brochant ; le tout au chef de gueules chargé d'un léopard d'or armé et lampassé d'azur. |
| Blason de Villegats | Détails | Le statut officiel du blason reste à déterminer. |

| Blason de Villers-sur-le-Roule | Blason  | D'azur au lion d'or, armé et lampassé de gueules, allumé de sable, au chevron d'argent chargé de trois paires de cerises aussi de gueules tigées et feuillées de sinople, brochant sur le tout. |
| Blason de Villers-sur-le-Roule | Détails | Adopté le 8 octobre 1999. |

Pas d'information pour les communes suivantes : La Vacherie, Le Val d'Hazey, Val d'Orger, Le Val-Doré, Valletot, Vascœuil, Vatteville, Venon (Eure), Verneuil d'Avre et d'Iton, Vexin-sur-Epte, Vézillon, Vieux-Port (Eure), Vieux-Villez, Villalet, Villers-en-Vexin, Villettes, Villez-sous-Bailleul, Villez-sur-le-Neubourg, Villiers-en-Désœuvre, Vironvay, Vitot, Voiscreville, Vraiville